# Friso de la vida
El friso de la vida es una compilación de obras clave del pintor noruego Edvard Munch, en su mayoría pintadas en la década de 1890. Munch describió el friso como una "poesía sobre la vida, el amor y la muerte", con la que también nombró los temas centrales de su obra. El friso de la vida no incluye un número de obras claramente definido. Munch pintó muchos motivos varias veces y las imágenes resultantes no se pueden combinar en un ciclo uniforme en términos de tamaño, forma y motivo. Más bien, el término, que no se estableció hasta 1918, es un título para varias combinaciones de imágenes que hizo Munch a partir de 1893. Con el tiempo, los motivos se expandieron desde el tema original del amor a todos los aspectos de la vida humana.

## Desarrollo

### Estudio para una serie "Amor"
En un texto de 1918, en el que acuñó por primera vez el término Lebensfrieze para la compilación de sus obras centrales, Munch afirmó que las primeras notas sobre la idea de tal ciclo pictórico se remontan a la década de 1880. Primero expuso su friso en 1892 en Kristiania, ahora Oslo. Sin embargo, estas declaraciones no pueden probarse. La primera compilación comprobada de seis pinturas bajo el título de Estudio para una serie "Amor" tuvo lugar en diciembre de 1893 en Berlín en un espacio de exposición alquilado en Unter den Linden. Eran La Voz, El Beso, Vampiro, Madonna, Melancolía y El Grito. Según Hans Dieter Huber, el orden de las imágenes cuenta una historia de amor, desde la atracción de los sexos en una noche de verano, un beso y el robo de los poderes del hombre, hasta el resplandor de la mujer en plena floración y el hundimiento del hombre en basta la melancolía hasta el miedo final de la vida.

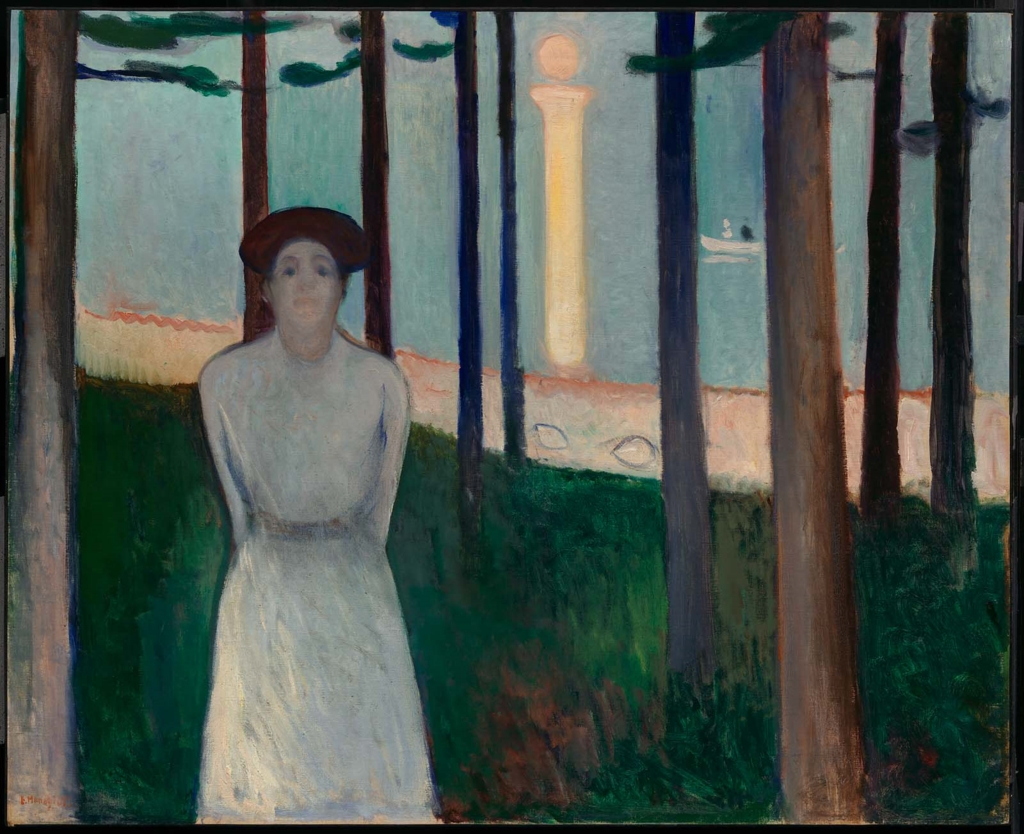
La voz (1893), Museo de Bellas Artes de Boston
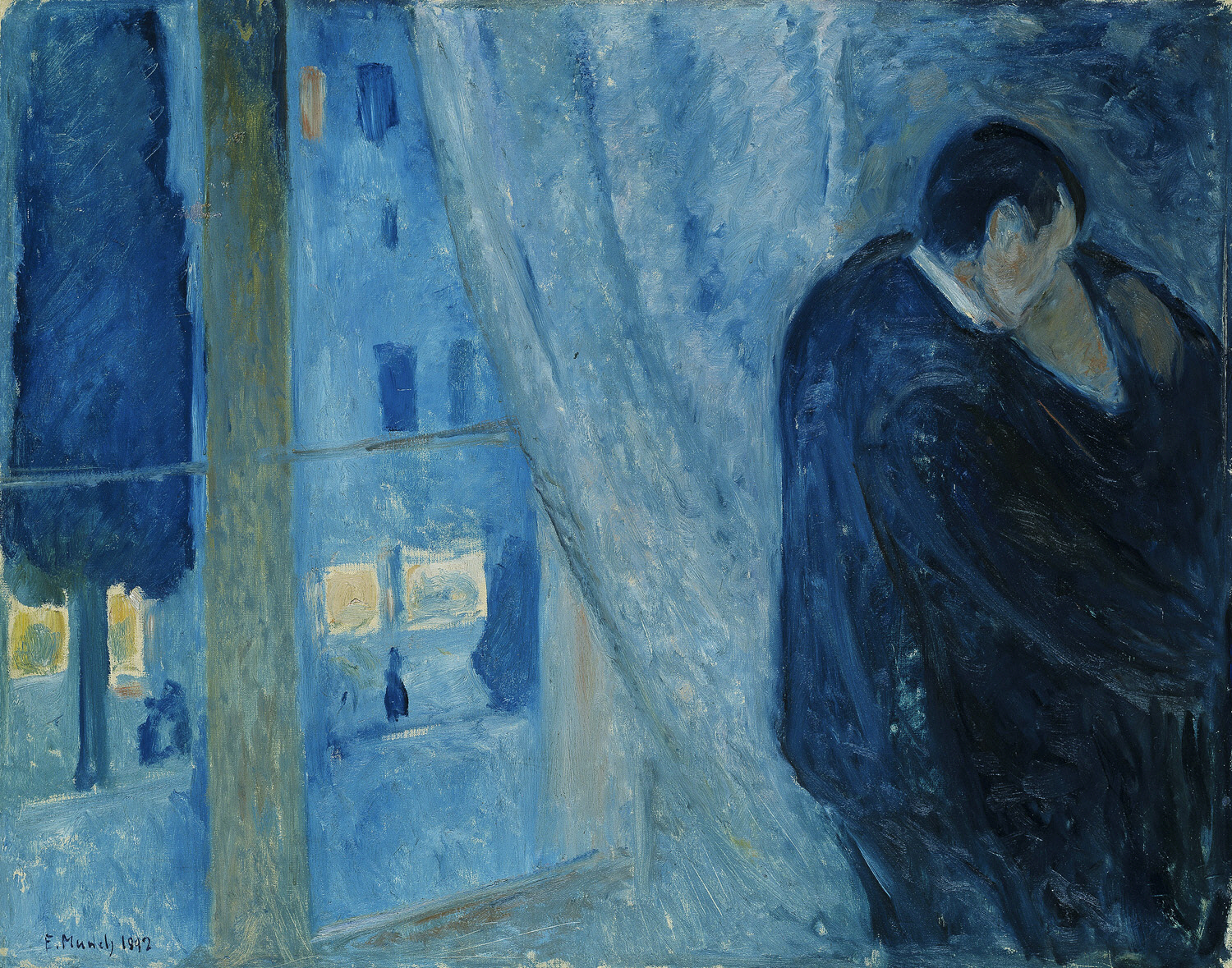
El beso (1892), Galería Nacional de Noruega, Oslo
Vampiro (1893), Kunstmuseum, Gotemburgo
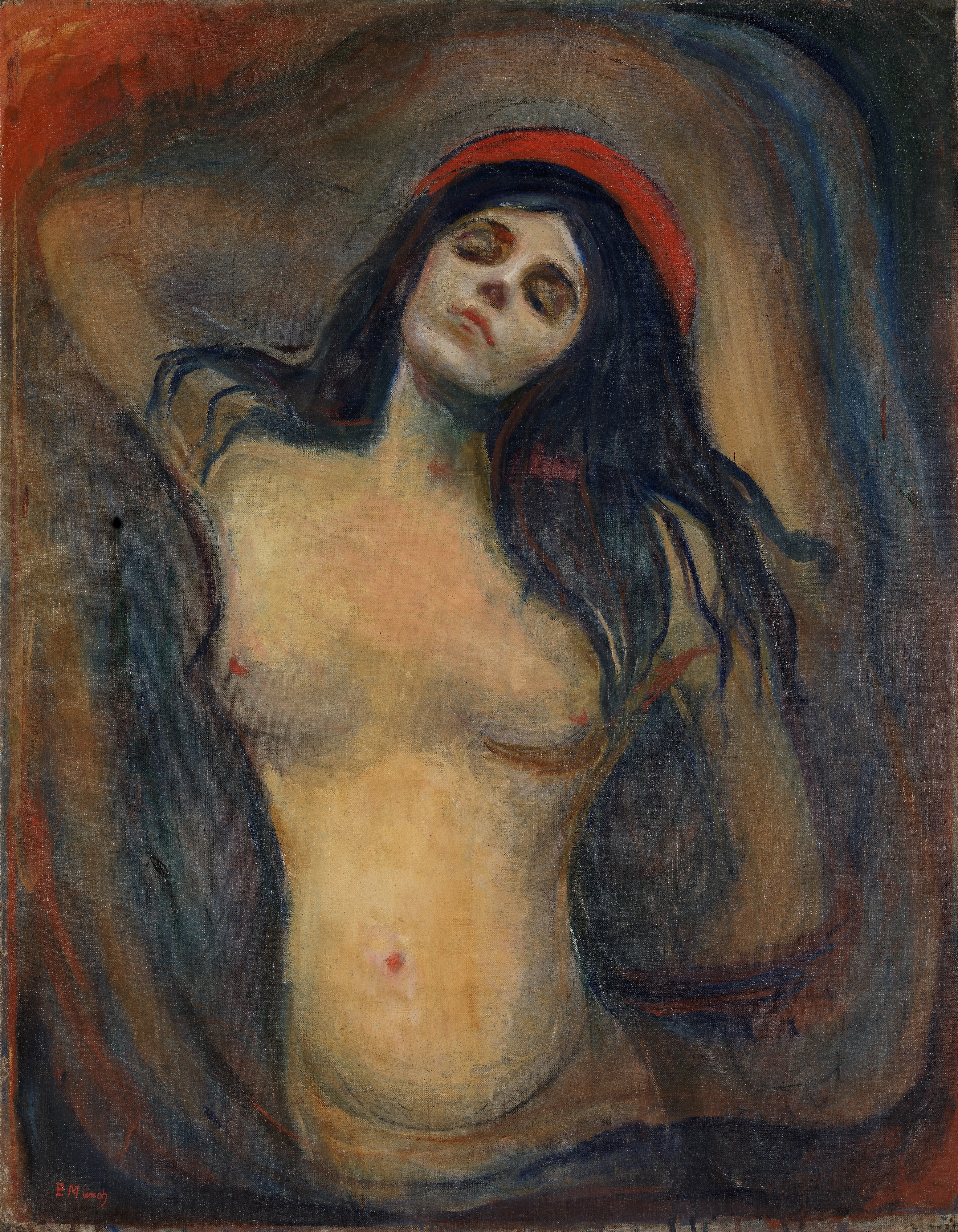
Madonna (1894–95), Norwegische Nationalgalerie, Oslo
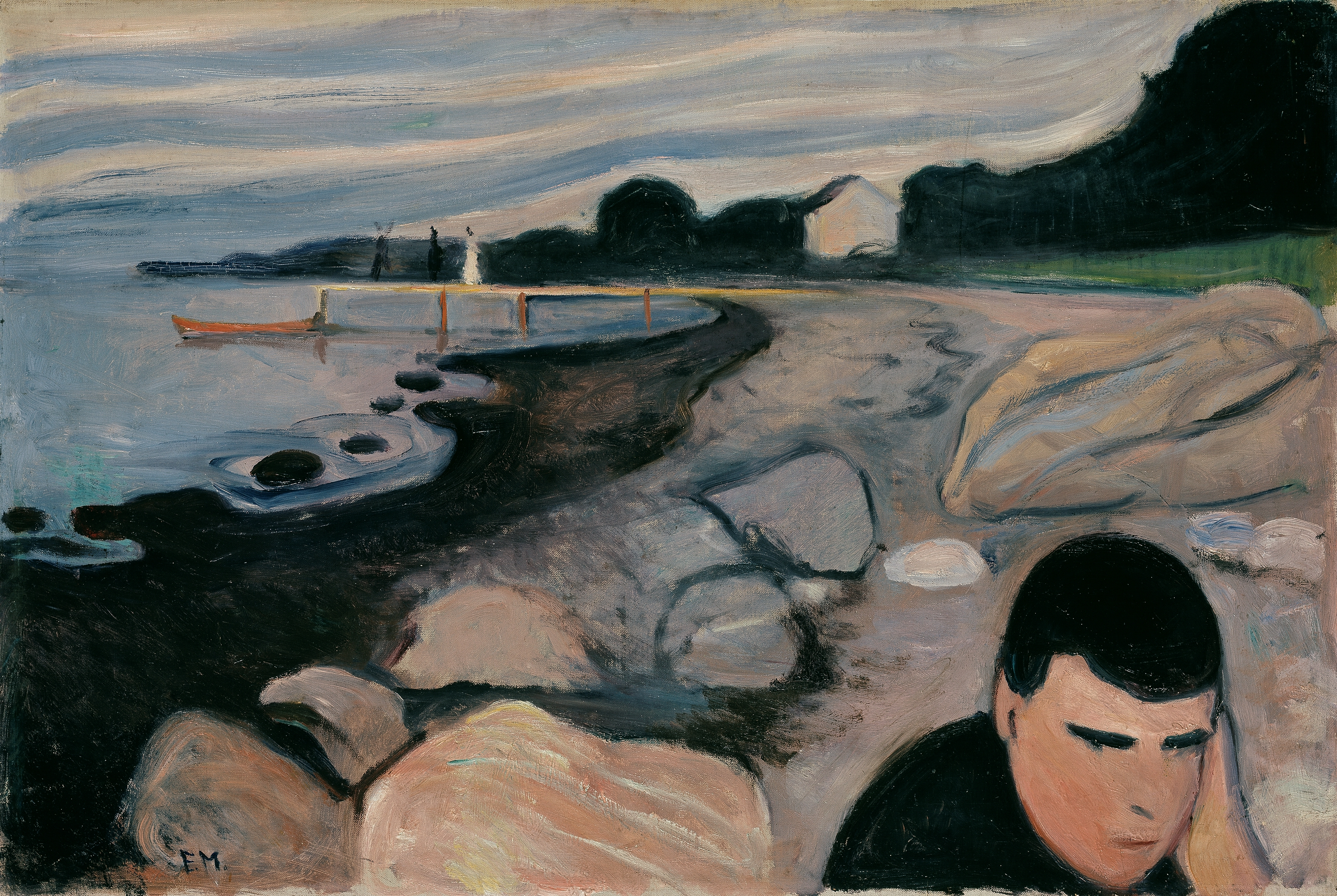
Melancholie (1892), Norwegische Nationalgalerie, Oslo
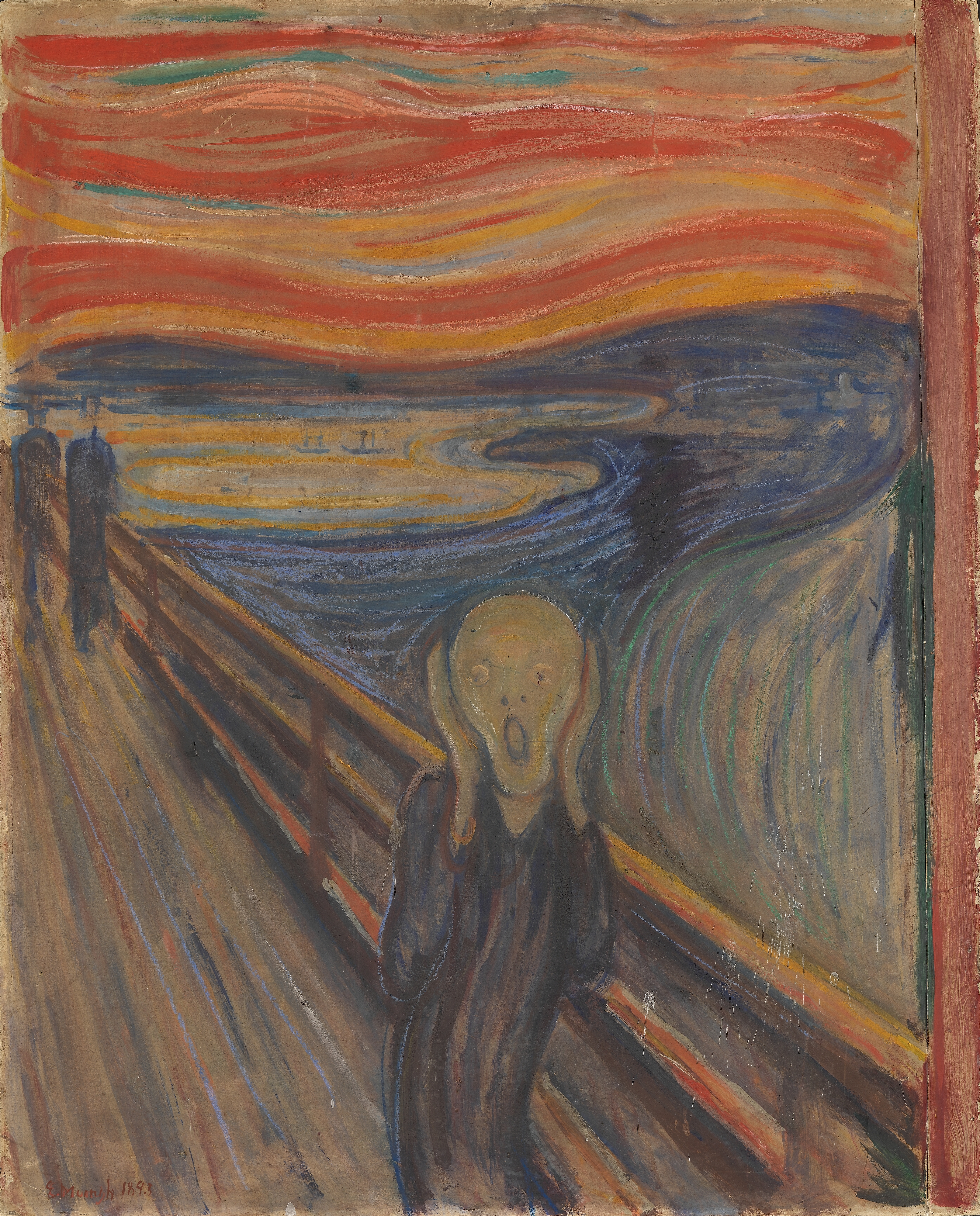
Der Schrei (1893), Norwegische Nationalgalerie, Oslo

### Estudios sobre un estado de ánimo "Amor"
En octubre de 1894, la mayor exposición individual de Edvard Munch hasta la fecha tuvo lugar en la Sociedad de Arte de Estocolmo. Presentó sus obras en un total de cinco secciones, la última de las cuales se tituló Estudios sobre un estado de ánimo Serie "Amor" . En él exhibió 14 pinturas y una viñeta basada en el motivo de la melancolía, que Munch había diseñado para la colección de poemas Alruner de su amigo Emanuel Goldstein. Deja que la historia de amor comience en la naturaleza y todavía termina con el Grito. Algunos motivos se duplican y, por lo tanto, varían para el espectador, lo que rompe con la linealidad de la narrativa pictórica. Las novedades de la serie son La mujer en tres etapas, Cenizas, Metabolismo, Manos, Noche estrellada, La niña y la muerte, Ojo a ojo y Miedo.

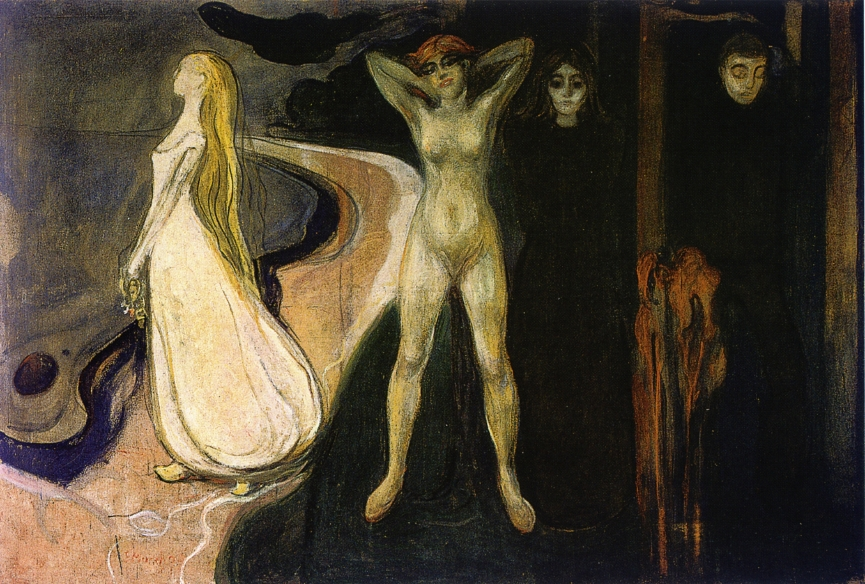
La mujer en tres etapas (1894), Kunstmuseum Bergen
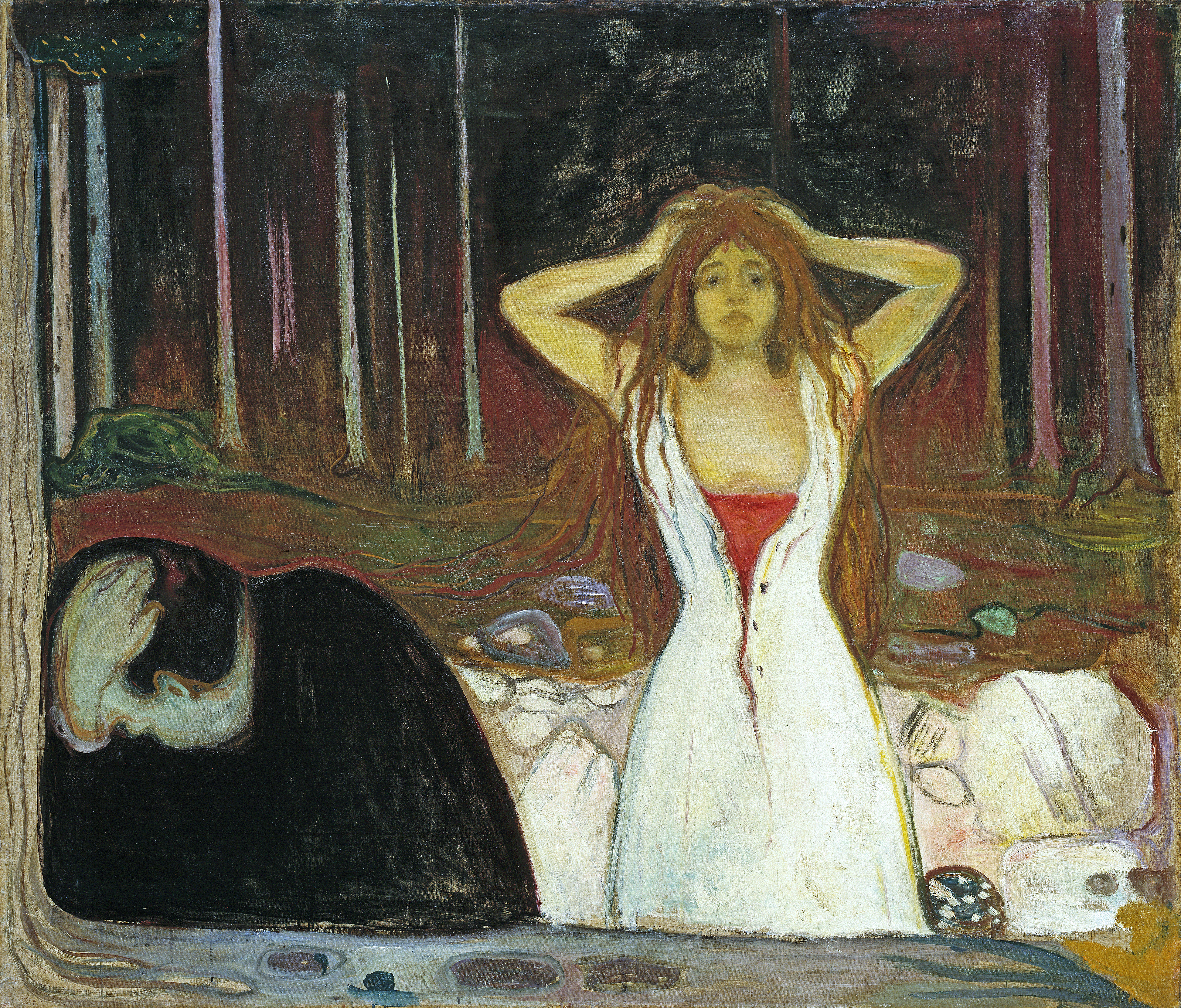
Cenizas (1895), Galería Nacional de Noruega, Oslo
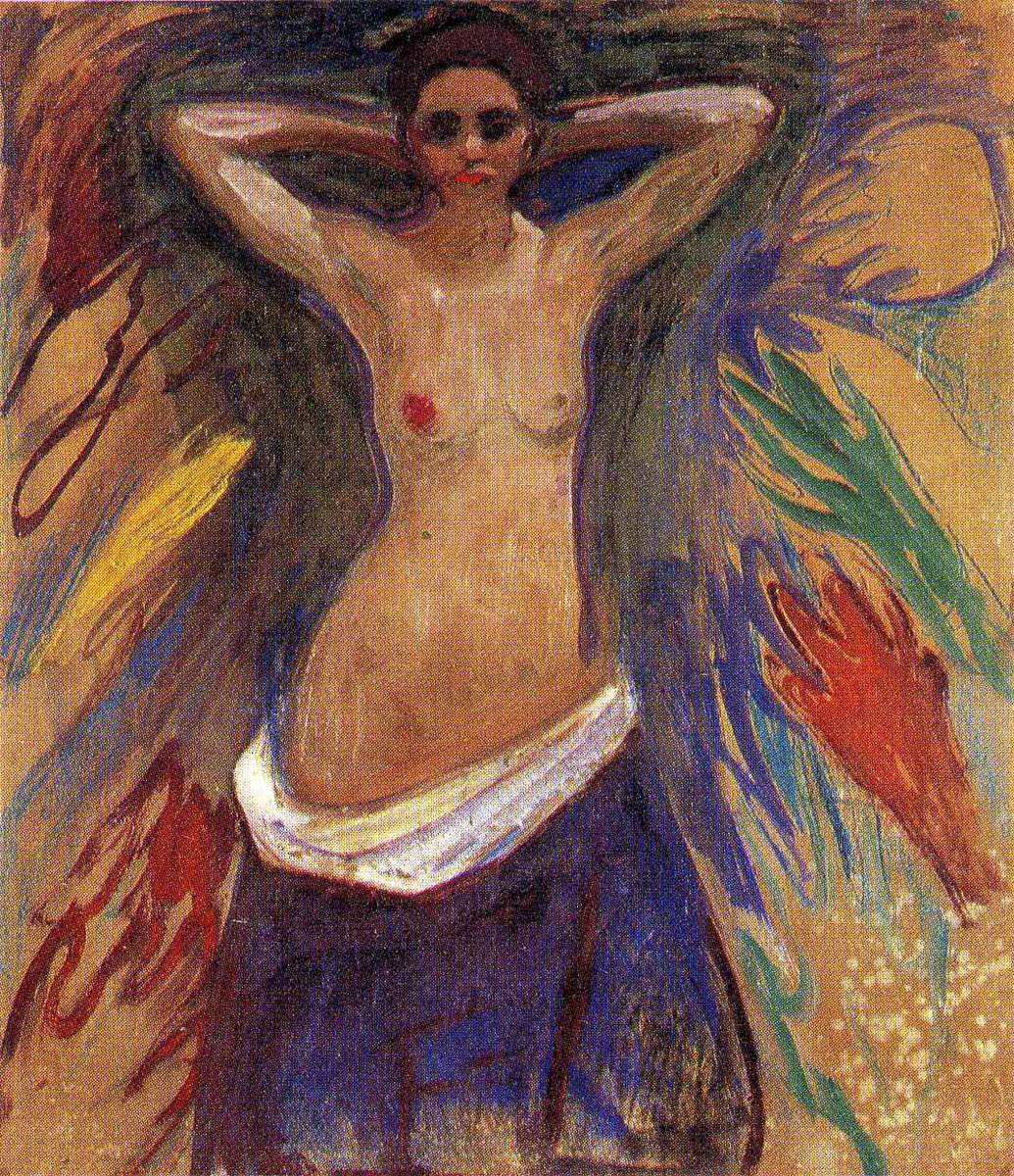
Manos (1893), Museo Munch de Oslo
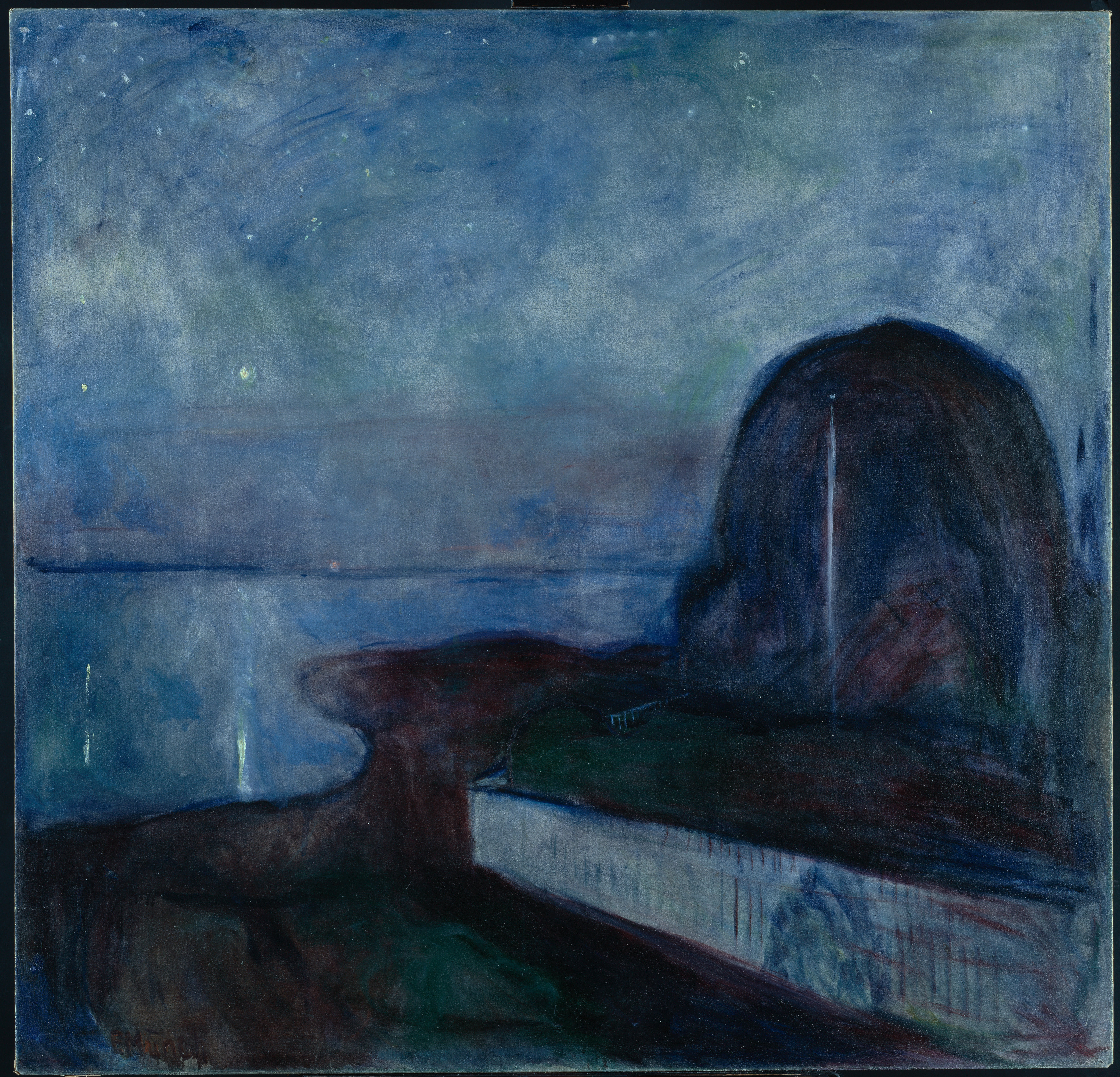
Noche estrellada (1893), Museo J. Paul Getty, Los Ángeles
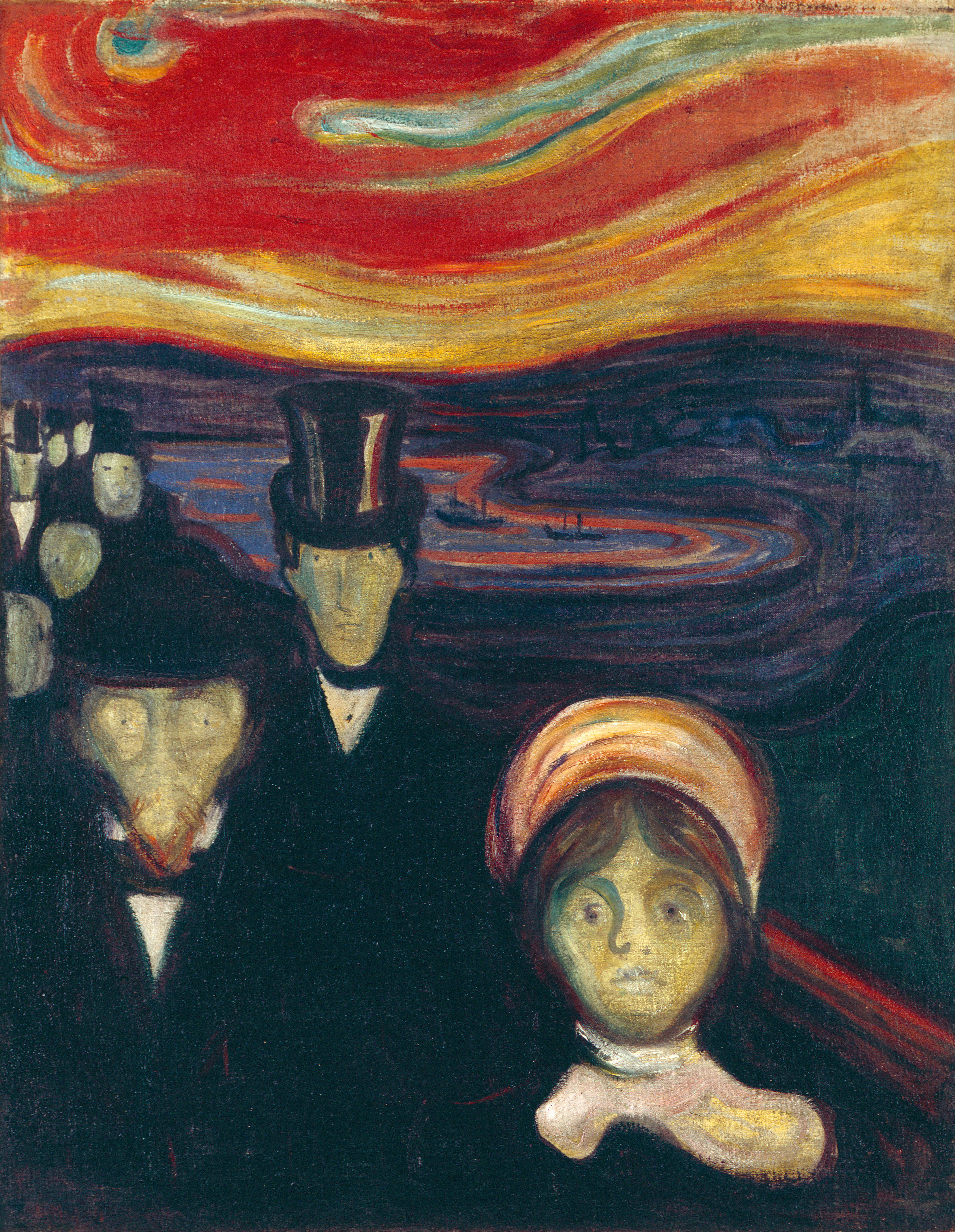
Miedo (1894), Museo Munch de Oslo
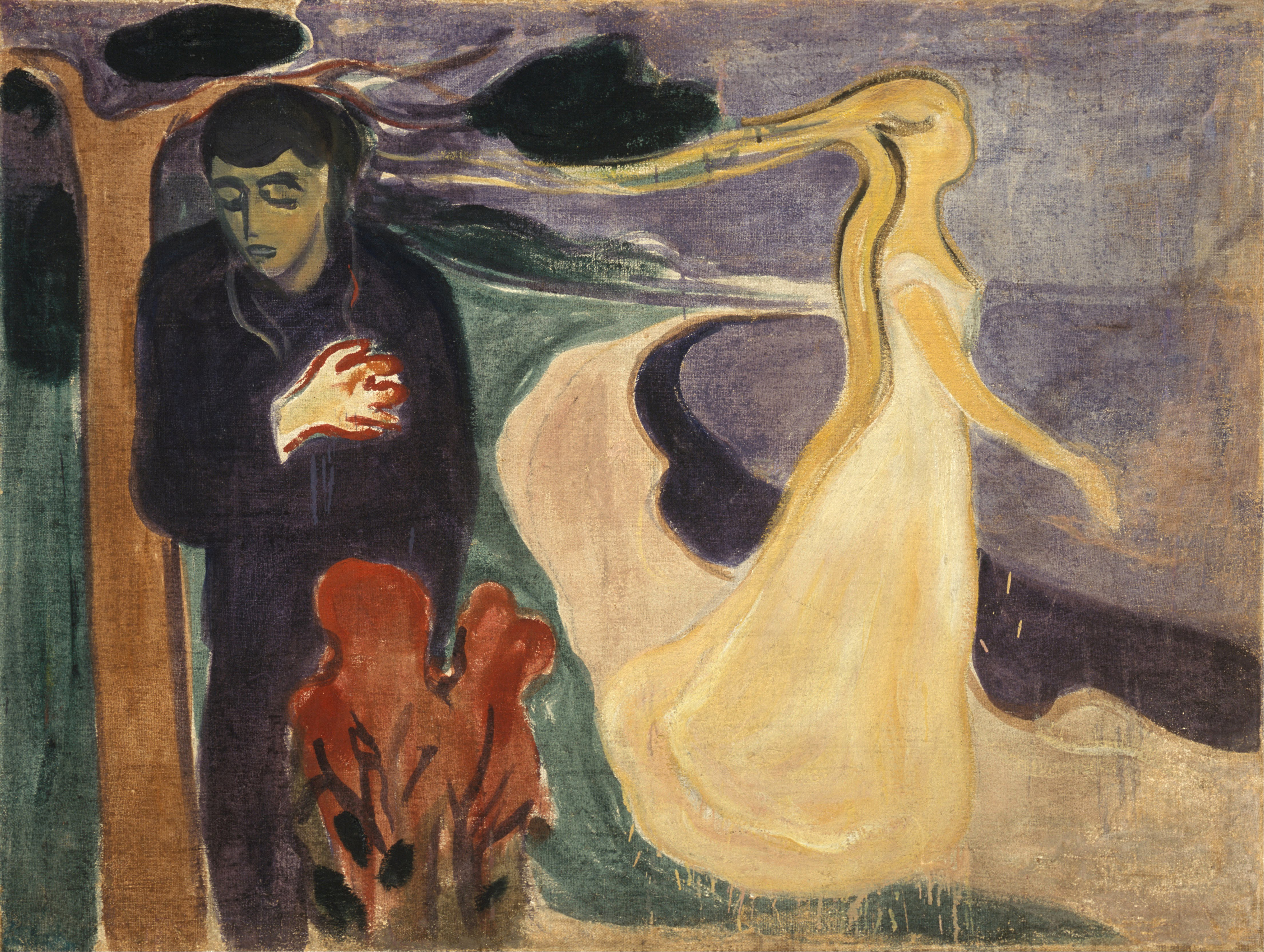
Destacamento (1896), Museo Munch de Oslo

En marzo de 1895, en otra exposición en Berlín, el ciclo existe bajo el título Serie: Amor (1-14) hay 14 pinturas. El orden ahora es: Misticismo de playa, Voz, Beso, Vampiro, dos versiones de Madonna, La mujer en tres etapas, Desprendimiento, Mano dos versiones de Melancolía seguidas de Desesperación y Llorar.

### Representación de una serie de imágenes de la vida.
La palabra "friso" en lugar de "serie" fue utilizada por Munch por primera vez en 1902 en la quinta exposición de la Secesión de Berlín, donde se tituló Friso (en la sala de esculturas). representación de una serie de cuadros de la vida, toda una sala se pone a disposición de sus cuadros. En correspondencia con las cuatro paredes de la sala, Munch dividió un total de 22 obras en cuatro secciones:
1. Germinación del amor: Noche estrellada, Rojo y blanco, Ojo a ojo, Baile en la playa, El beso, Madonna
2. Florecimiento y muerte del amor: Ceniza, Vampiro, La danza de la vida, Celos, La mujer en tres etapas, Melancolía
3. Miedo a la vida: Miedo, Tarde en la puerta de Karl Johans, Vino tinto salvaje, Gólgota, El grito
4. Muerte: En el lecho de muerte, Muerte en la habitación del enfermo, Olor a cadáver, Metabolismo, El niño y la muerte

Según Hans Dieter Huber, la secuencia aún sugiere una secuencia narrativa lineal que va desde el primer encuentro del hombre y la mujer, el florecimiento y desvanecimiento de su amor hasta el miedo, la desesperación, la enfermedad y la muerte. Solo con el motivo bíblico hombre y mujer/metabolismo Munch comenzó a describir la vida como un ciclo. La exposición de 1902 fue la última presentación conjunta importante del friso durante la vida de Munch antes de que la colección se dispersara y liquidara a través de las ventas.

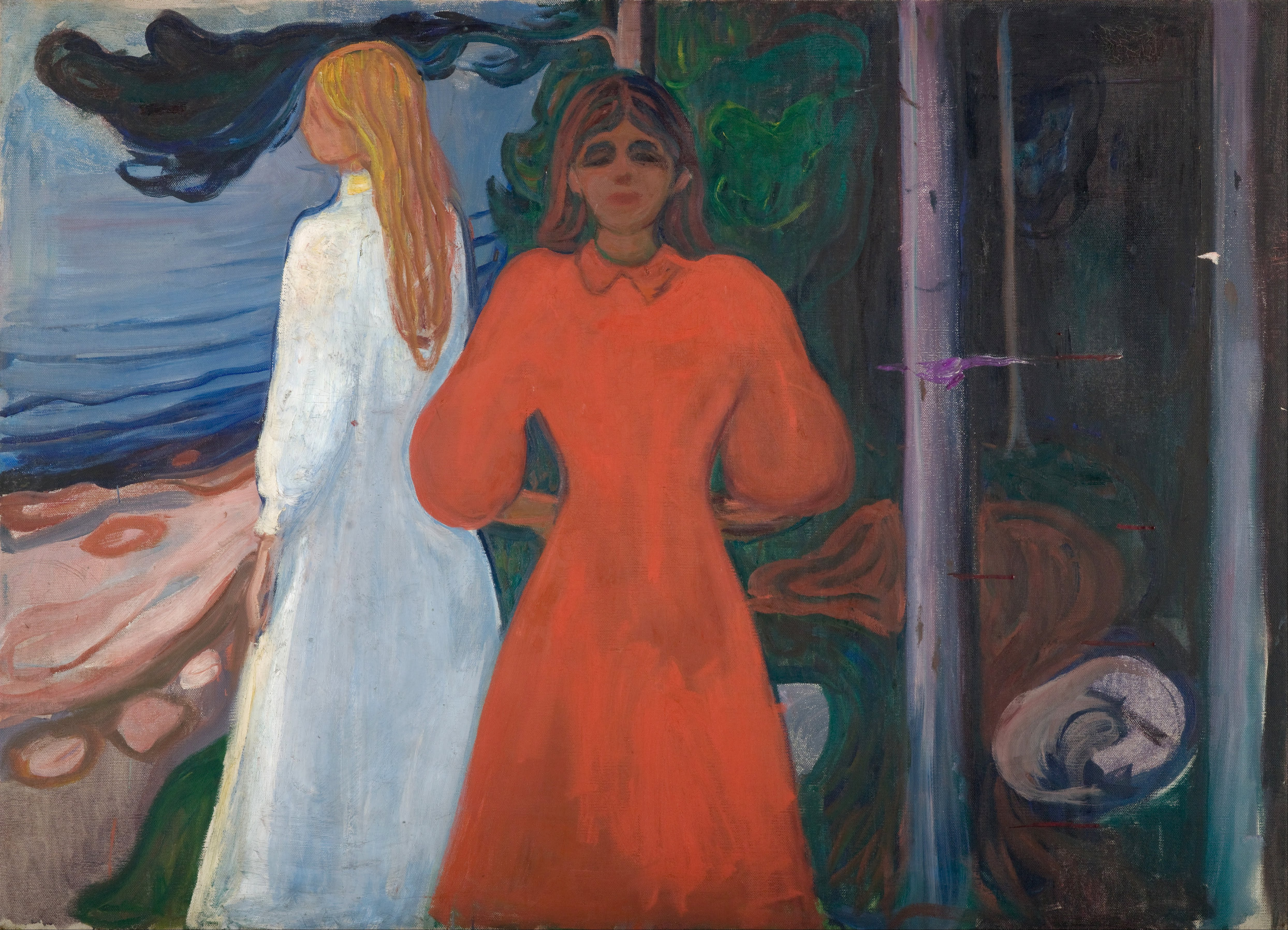
Rot und Weiß (1899–1900), Munch-Museum Oslo
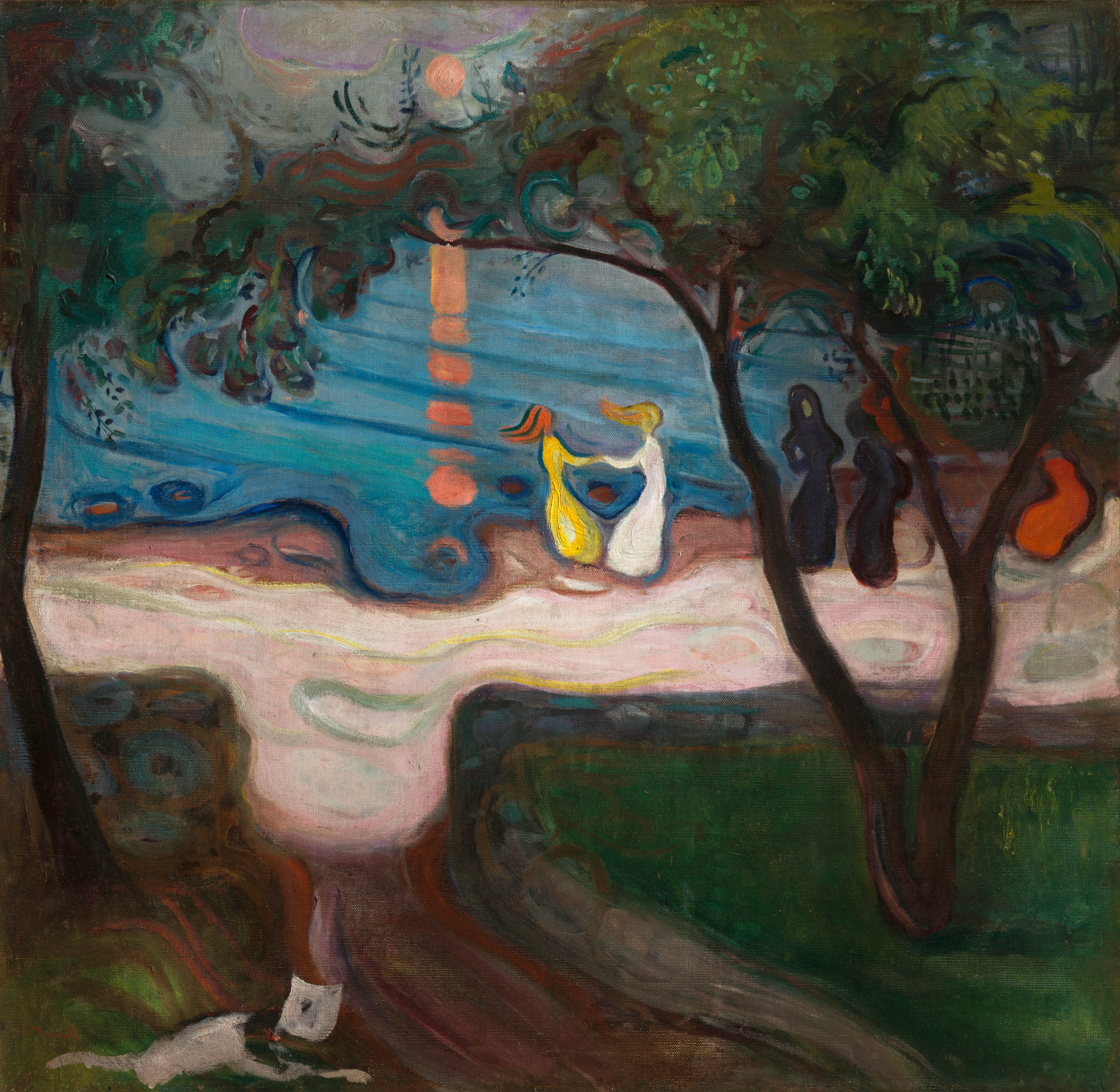
Tanz am Strand (1899–1900), Nationalgalerie Prag
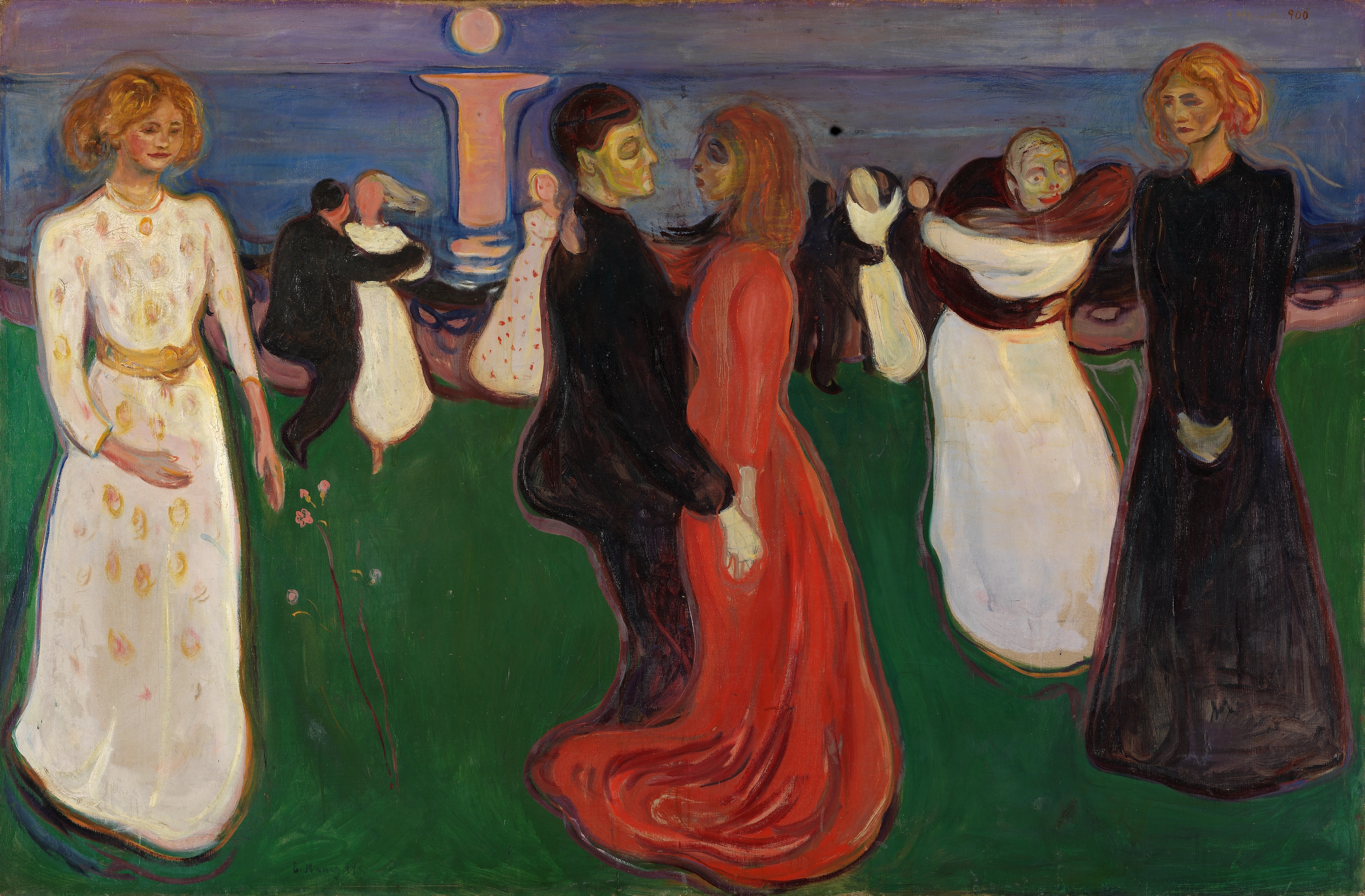
Der Tanz des Lebens (1899–1900), Norwegische Nationalgalerie, Oslo
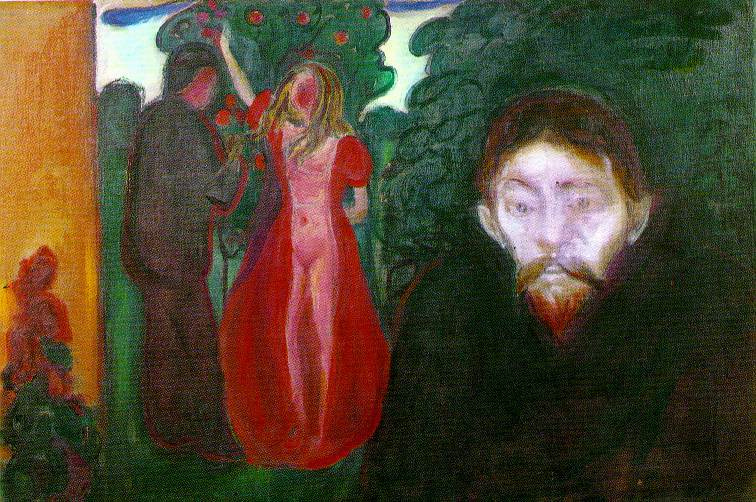
Eifersucht (1895), Kunstmuseum Bergen
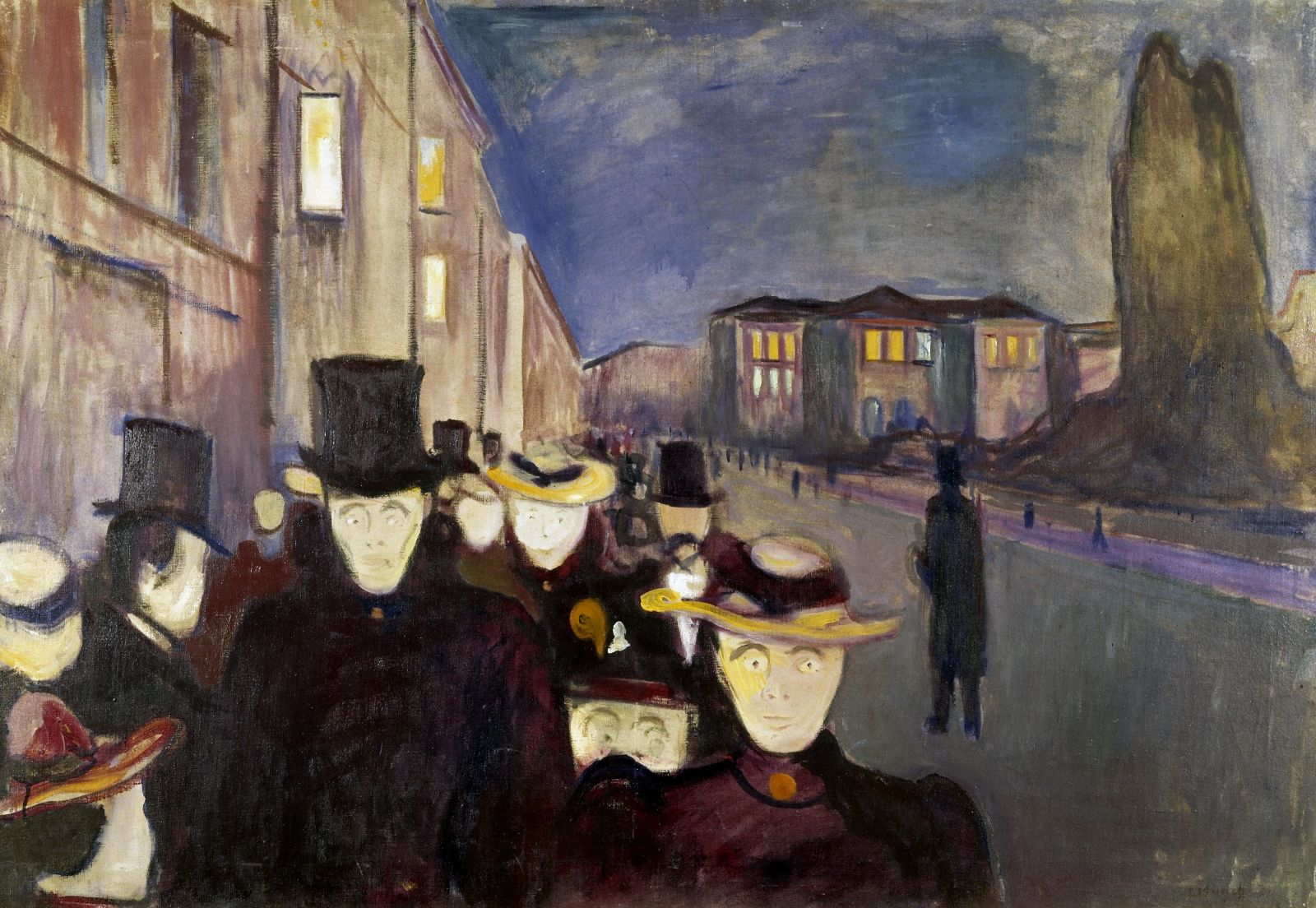
Abend auf der Karl Johans gate (1892), Kunstmuseum Bergen
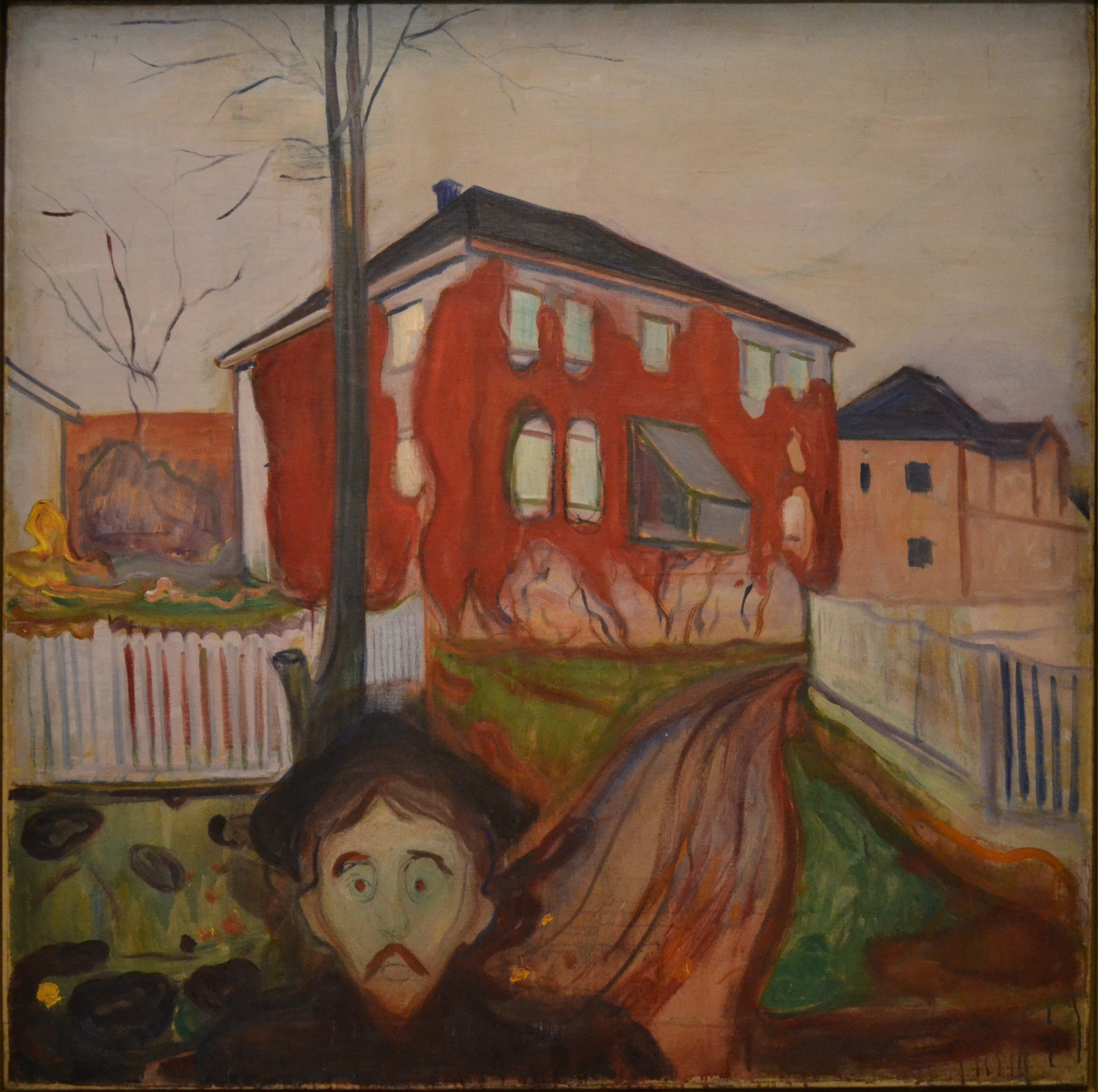
Roter Wilder Wein (1898–1900), Munch-Museum Oslo
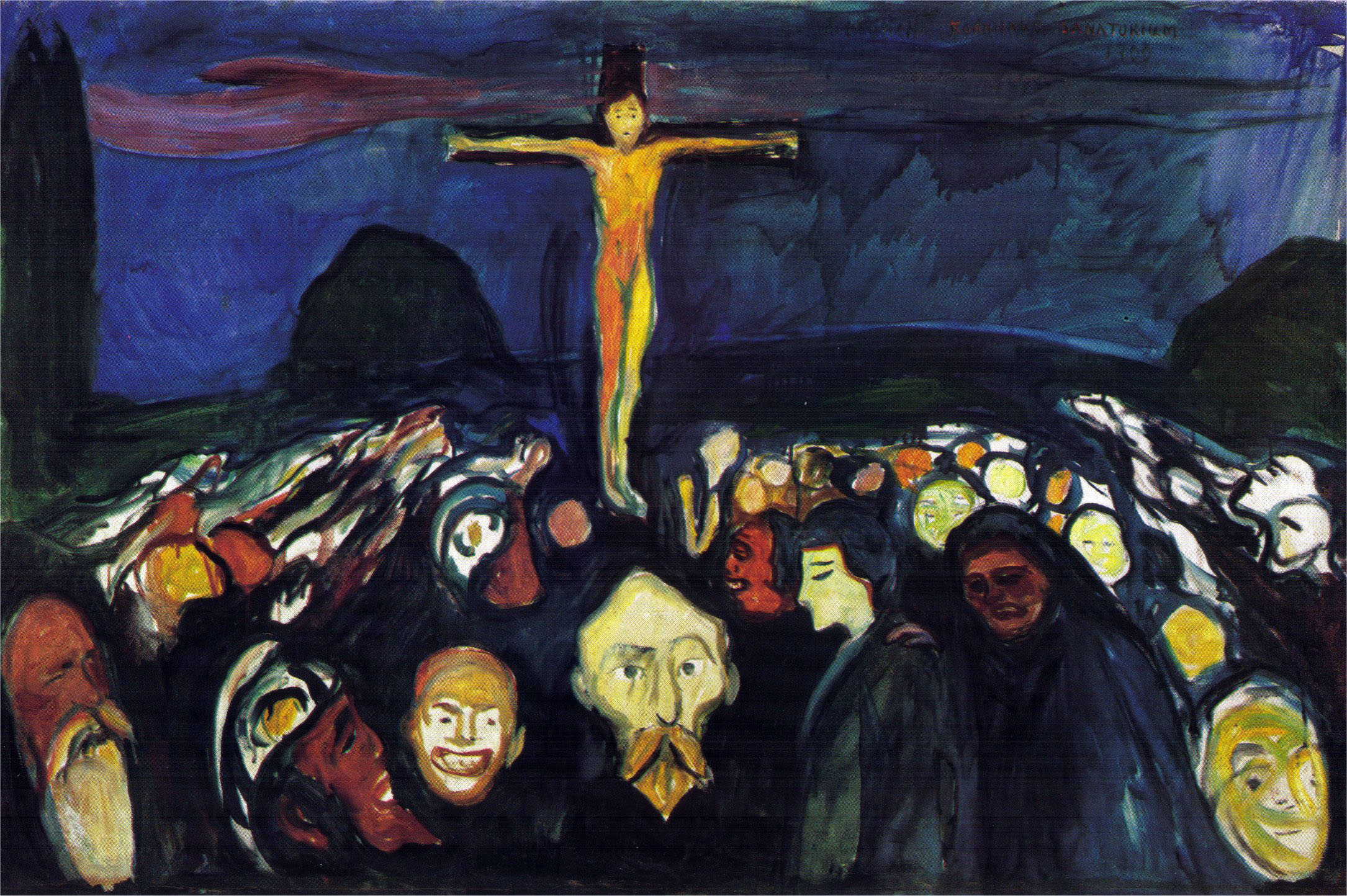
Golgatha (1900), Munch-Museum Oslo
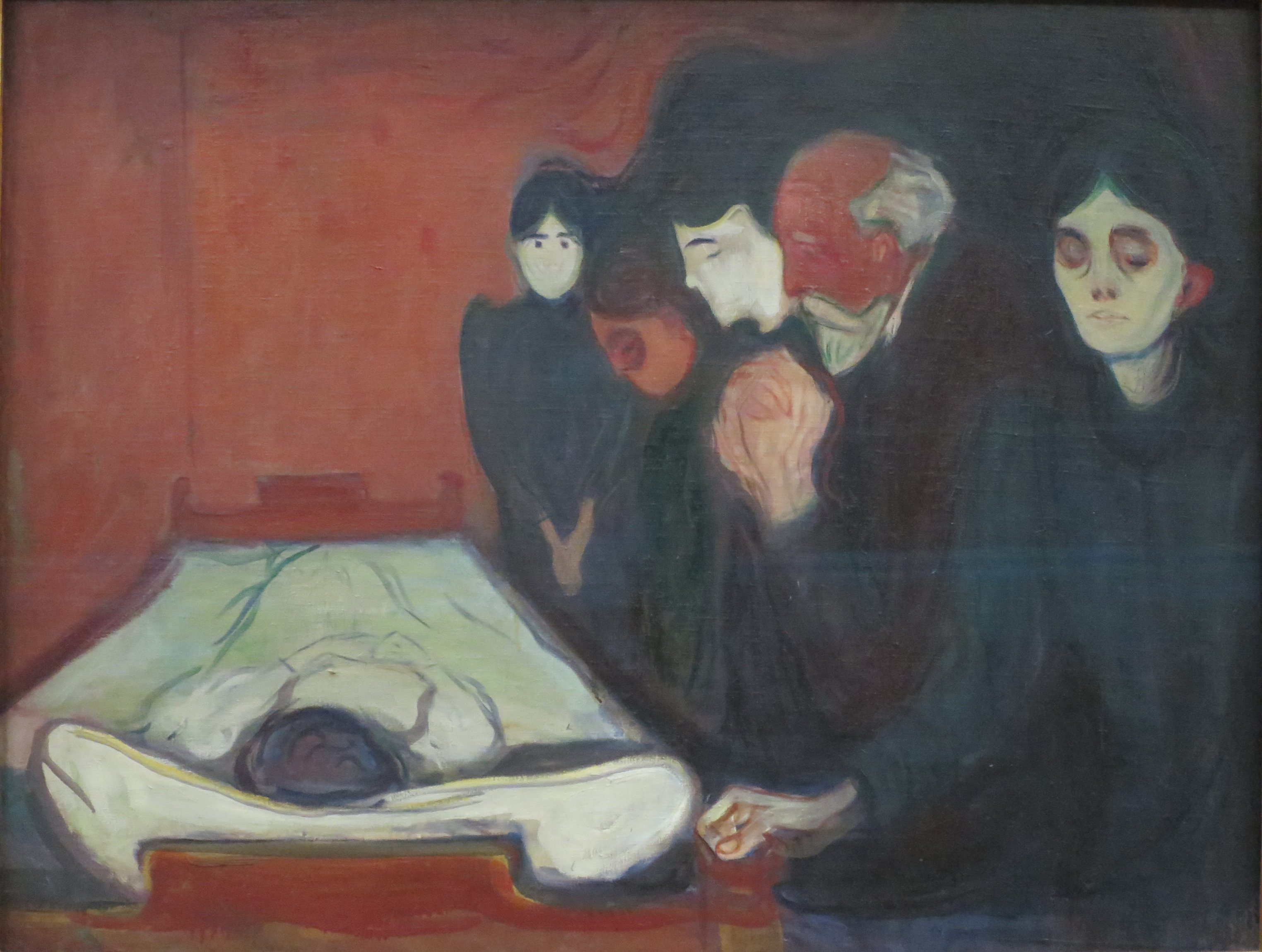
Am Sterbebett (1895), Kunstmuseum Bergen
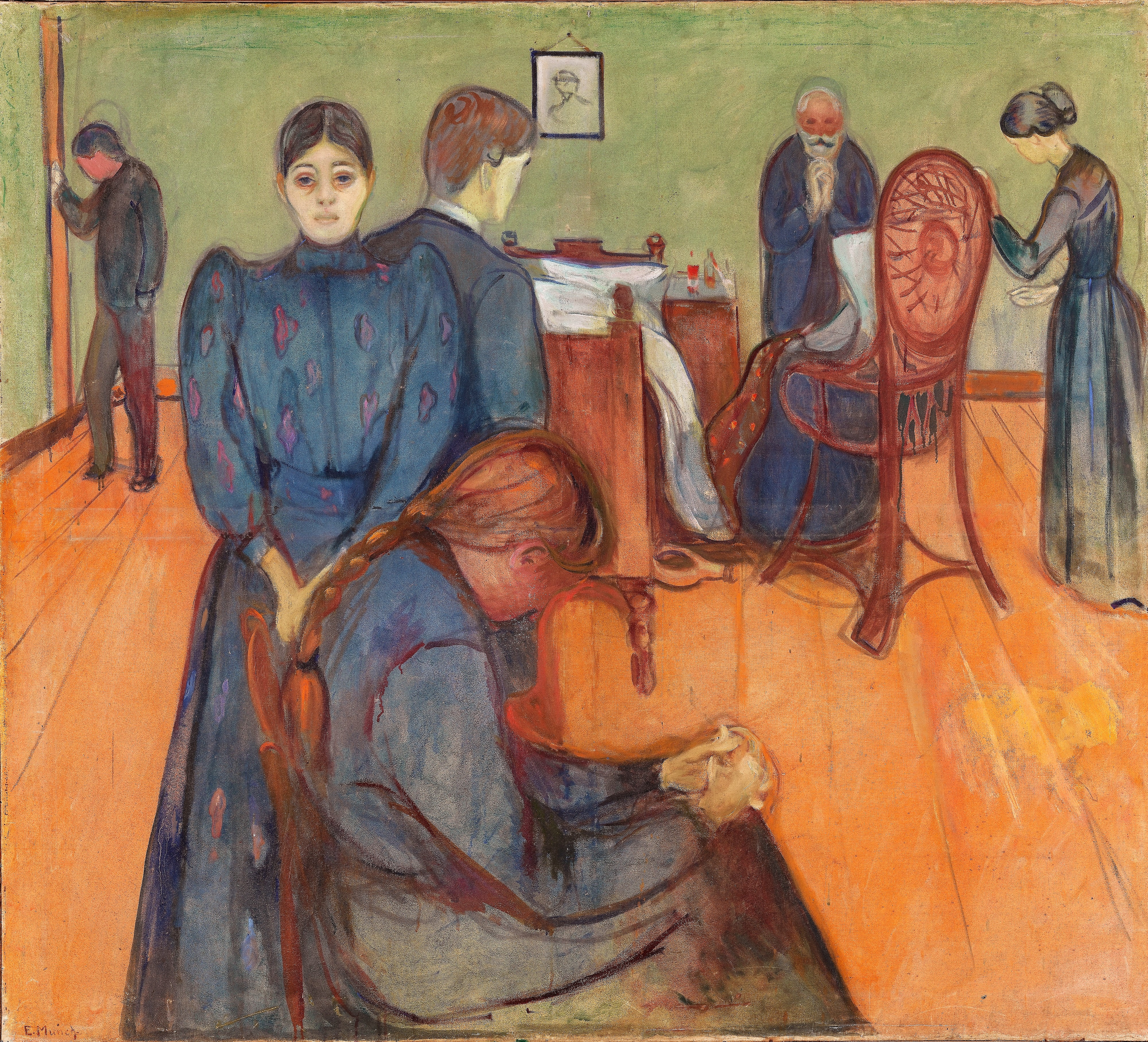
Der Tod im Krankenzimmer (1893), Norwegische Nationalgalerie, Oslo
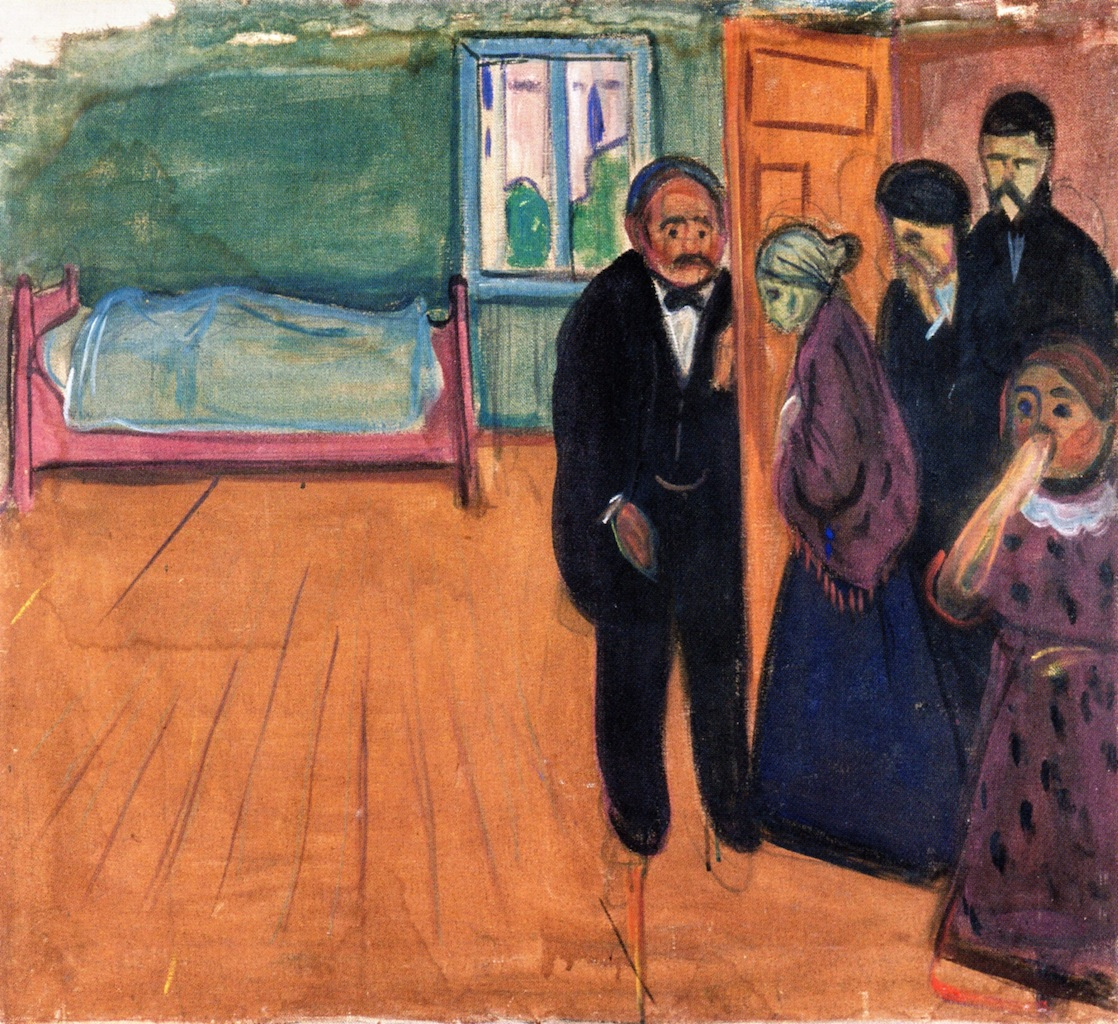
Leichengeruch (1895), Munch-Museum Oslo
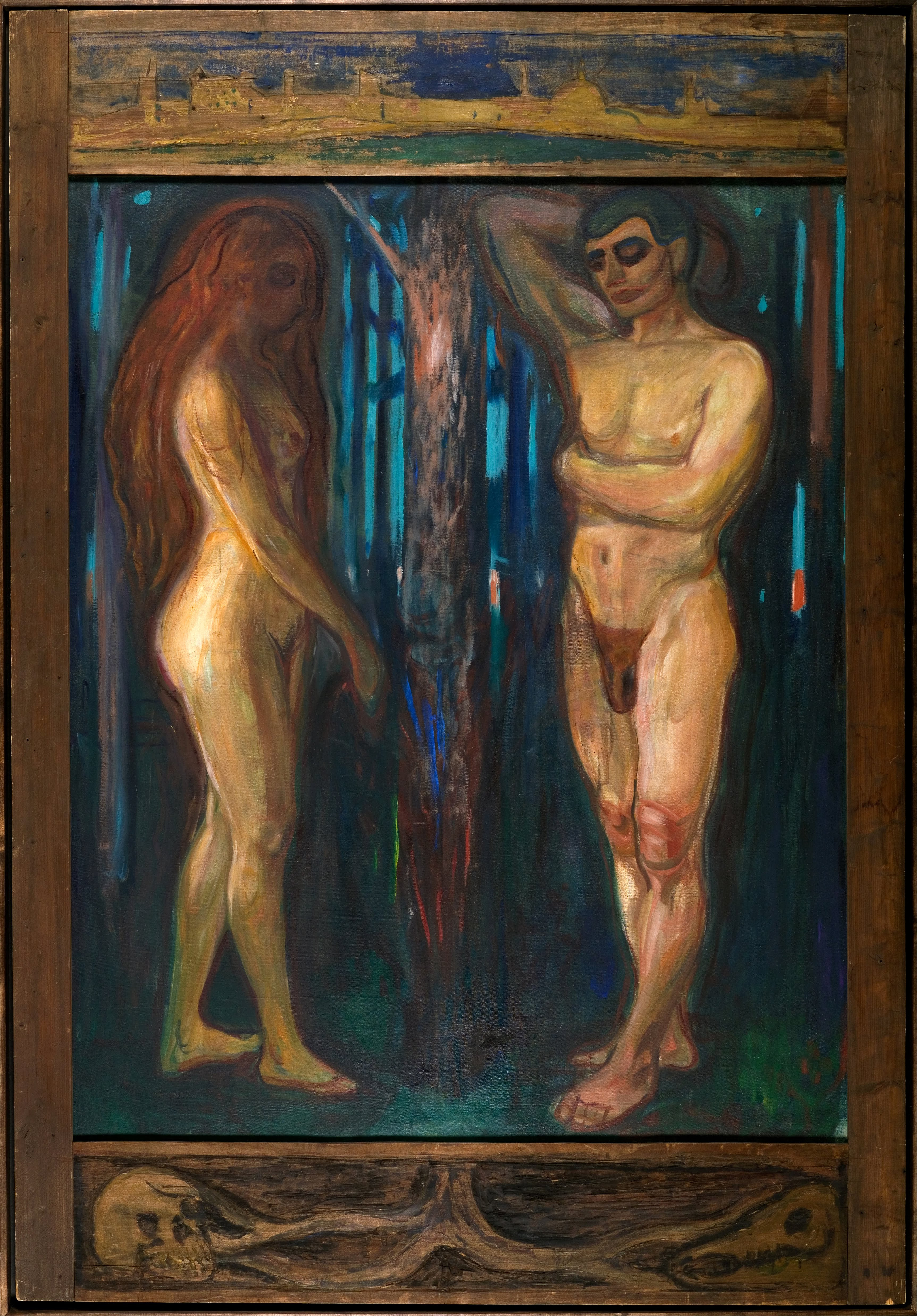
Stoffwechsel (1898–99), Munch-Museum Oslo
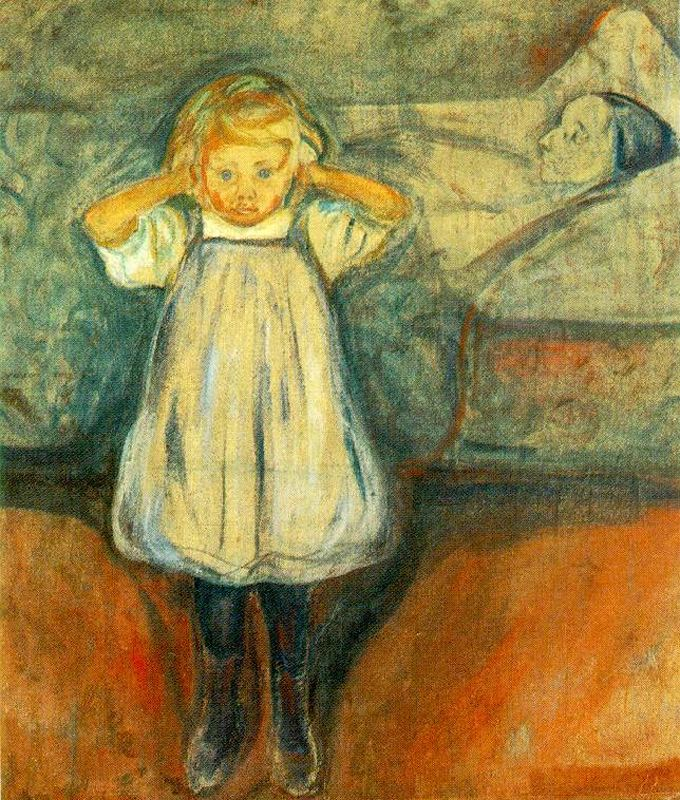
Das Kind und der Tod (1899), Kunsthalle Bremen

## Concepto

### La pintura como poesía

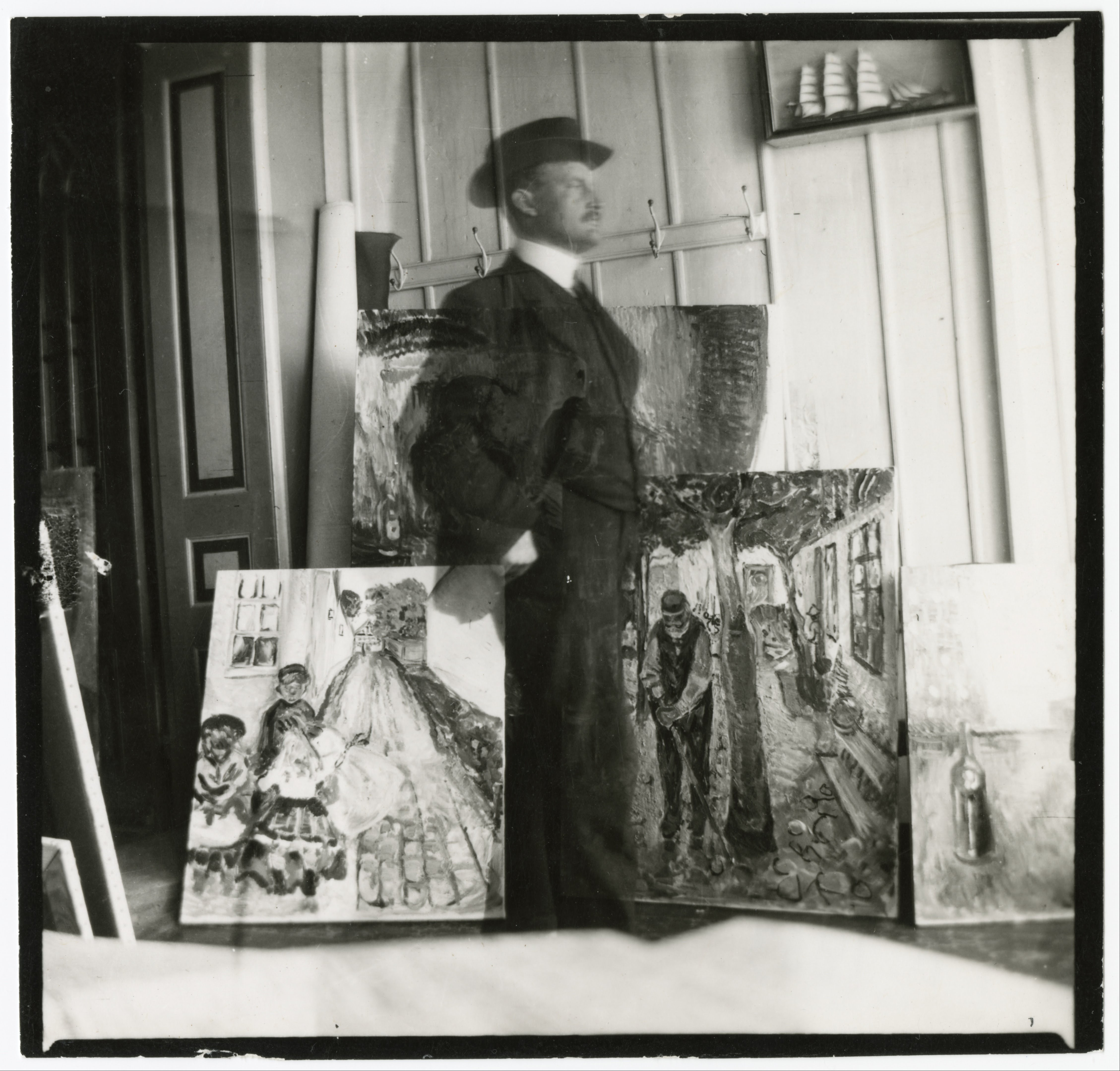
Edvard Munch, Autorretrato, hacia 1907

En su texto sobre el Friso de la Vida, publicado en 1918, Munch escribió: "El Friso es poesía sobre la vida, el amor y la muerte. De hecho, según Matthias Arnold, todo el ciclo "puede describirse como poesía traducida en imágenes". Desde la primera hasta la última presentación del friso de la vida, la colocación de los cuadros siempre demostró una clara secuencia narrativa; el intercambio de orden reveló que Munch luchaba constantemente por posiciones en la lógica narrativa. Se escribió un texto entre 1894 y 1896 en el que el propio Munch explicaba su serie de cuadros con una historia que describía la "lucha entre el hombre y la mujer, llamada amor": "Desde sus inicios, donde ella es rechazada ( voz )" vía "Beso ( beso ), amor ( ojo a ojo ) y dolor, donde entonces comenzaba la lucha ( ceniza, vampiro )". Las imágenes mostraban la "belleza dolorosa de una Madonna" ( Madonna ) y la mujer como un misterio multifacético ( La mujer en tres etapas ). Su cabello envuelve el corazón del hombre ( Separación ), él siente deseo ( Manos ), cae en un "estado de ánimo enfermo ( Miedo ) - la naturaleza se le aparece como un gran grito, con nubes de color rojo sangre como goteando sangre en ella ( El grito )".
El arte de Munch a menudo se denominaba "literario", especialmente en Francia. El propio pintor rechazó este término, que entendió como un reproche, al igual que se defendió de la etiqueta despectiva de "pintura del pensamiento". Sin embargo, siempre protestó contra el arte puramente decorativo y trazó una comparación con Cézanne: “Pinté una naturaleza muerta como Cézanne, excepto que pinté una asesina y su víctima en el fondo."  En otra parte se comparó con Leonardo da Vinci: 'Así como Leonardo da Vinci estudió el interior del cuerpo humano y diseccionó cadáveres, yo trato de diseccionar el alma. Mientras que en la época de da Vinci la autopsia de los cadáveres era punible, en la de Munch era "el fenómeno mental de diseccionar se considera casi inmoral y frívolo". Llevó su arte, que fue formado por experiencias pasadas y estados de ánimo internos, a la fórmula citada con frecuencia: “No pinto lo que veo, sino lo que vi.

### Un ciclo de imágenes a modo de friso

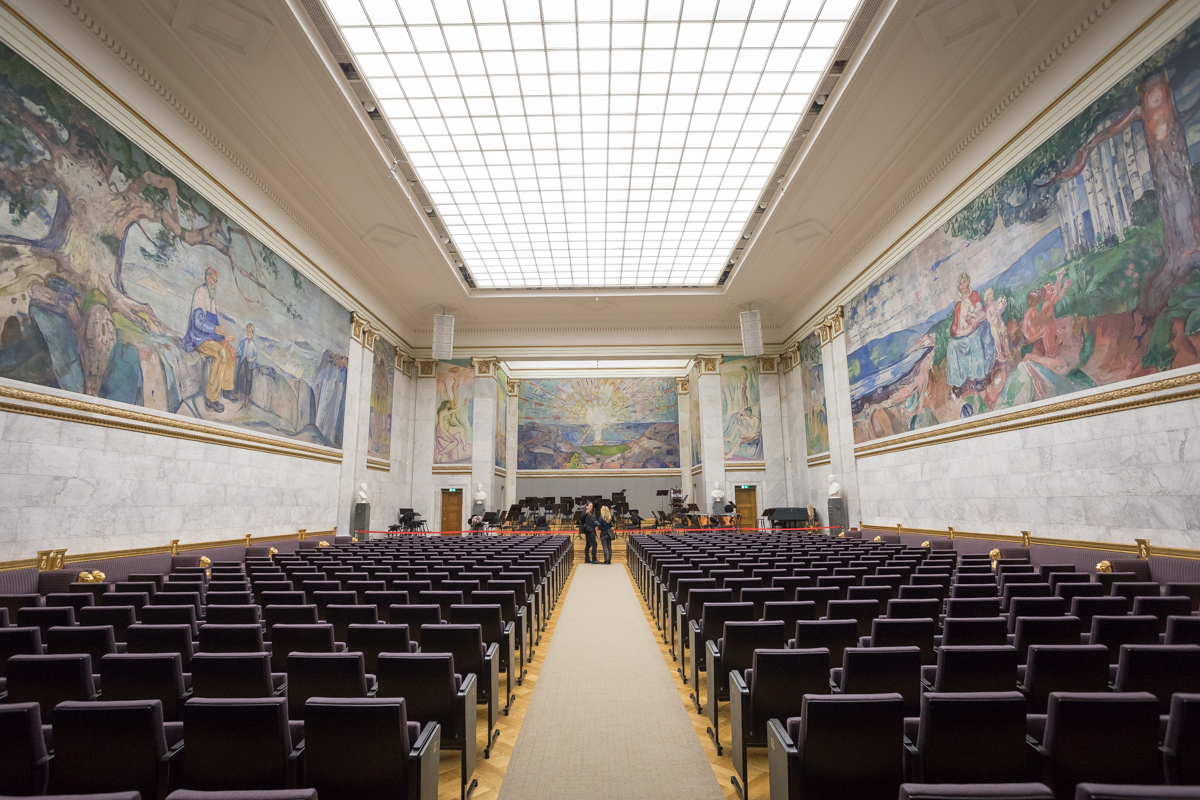
Auditorio de la Universidad de Oslo

En la historia del arte, un friso es un elemento de pared en forma de tira que se utiliza como estructura o decoración. Puede consistir en adornos o elementos figurativos. Munch describió por primera vez su ciclo de pinturas como un "friso" en 1902, que puede haberse inspirado en los frescos que vio durante su viaje a Italia en 1899. Sin embargo, su Friso se creó en un momento en que los ciclos de pintura se estaban volviendo populares entre muchos artistas. Vincent van Gogh se ocupó de ellos, al igual que Max Klinger y Gustav Klimt, quienes crearon el Friso de Beethoven en 1901. Muchos pintores, incluido Munch, fueron influenciados por los cuadros decorativos de Puvis de Chavannes.
Se planteó repetidamente la objeción al friso de la vida de Munch de que sus imágenes eran demasiado inconsistentes en formato y concepción para un friso. Munch respondió a tales acusaciones: “No creo que un friso tenga que ser uniforme. Esto a menudo hace que las decoraciones y los frisos sean terriblemente aburridos. […] En mi opinión, un friso puede tener el efecto de una sinfonía, saliendo a la luz, hundiéndose en las profundidades. La sinfonía sube y baja en su efecto. También enfatizó los elementos de conexión en las imágenes del Friso de la Vida: una línea de playa continua, estructuras verticales (árboles) y horizontales (playa), y uniformidad de humor y color.
Munch comentó sobre la presentación del Friso de la vida en 1918: "En mi opinión, el friso debe instalarse en una sala que proporcione un marco arquitectónico adecuado, para que cada imagen tenga el lugar que le corresponde sin afectar la impresión general. Desafortunadamente, nadie ha estado dispuesto a hacer realidad este plan hasta ahora. En su imaginación, diseñó una casa completa que tenía varias habitaciones, de modo que cada complejo temático tuviera su propia sala, 'ya sea como un friso o como grandes paneles de pared', pero permanecía conectada con las otras habitaciones por transiciones. Uwe M. Schneede ve resignación e ironía en la declaración final de Munch de que el mejor lugar para exhibir su Friso de la vida es probablemente un castillo en el aire. La mayoría de las imágenes del Friso de la vida están repartidas en tres museos. Las obras centrales son presentadas por la Galería Nacional de Noruega y la Colección Rasmus Meyer en el Kunstmuseum Bergen, mientras que la mayor parte del patrimonio se encuentra en el Museo Munch en Oslo.

## Frisos posteriores
En el curso de su carrera posterior, a Munch se le dio repetidamente la oportunidad de implementar el concepto de un ciclo de imágenes unificado con nuevas obras. En 1903, el médico y coleccionista de arte de Lübeck, Max Linde, le encargó diseñar un friso decorativo para la habitación de los niños de sus cuatro hijos. El objetivo era crear cuadros expresamente aptos para niños, por lo que Munch limitó sus motivos principalmente a la primera parte del friso de la vida, la germinación del amor, y en particular a la representación de paisajes. El llamado Friso de Linde constaba de once imágenes, todas de 90 a 92 cm de alto pero con un ancho que variaba de 30 a 315 cm. Linde rechazó las pinturas después de que se terminaron, posiblemente porque no eran tan adecuadas para los niños como esperaba.

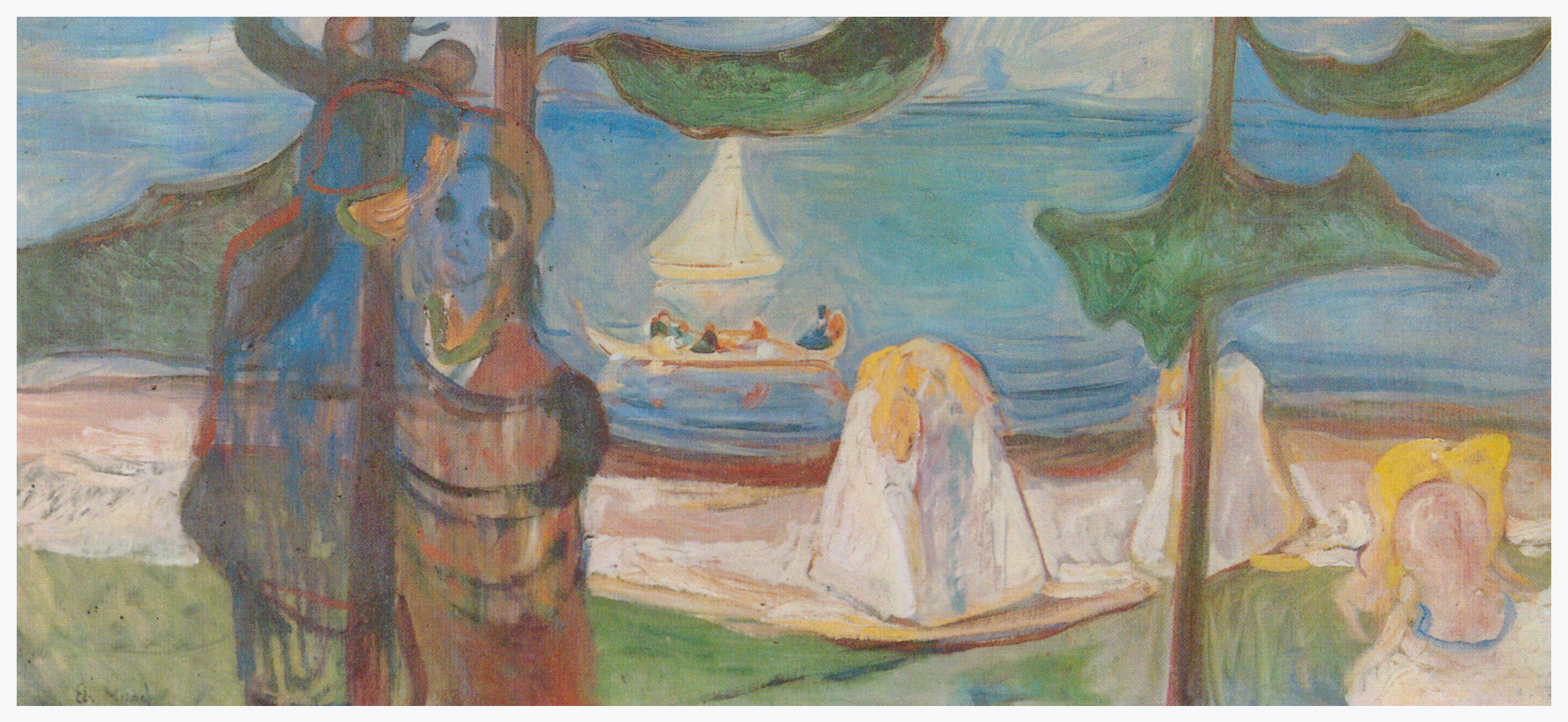
Día de verano (1904), colección privada
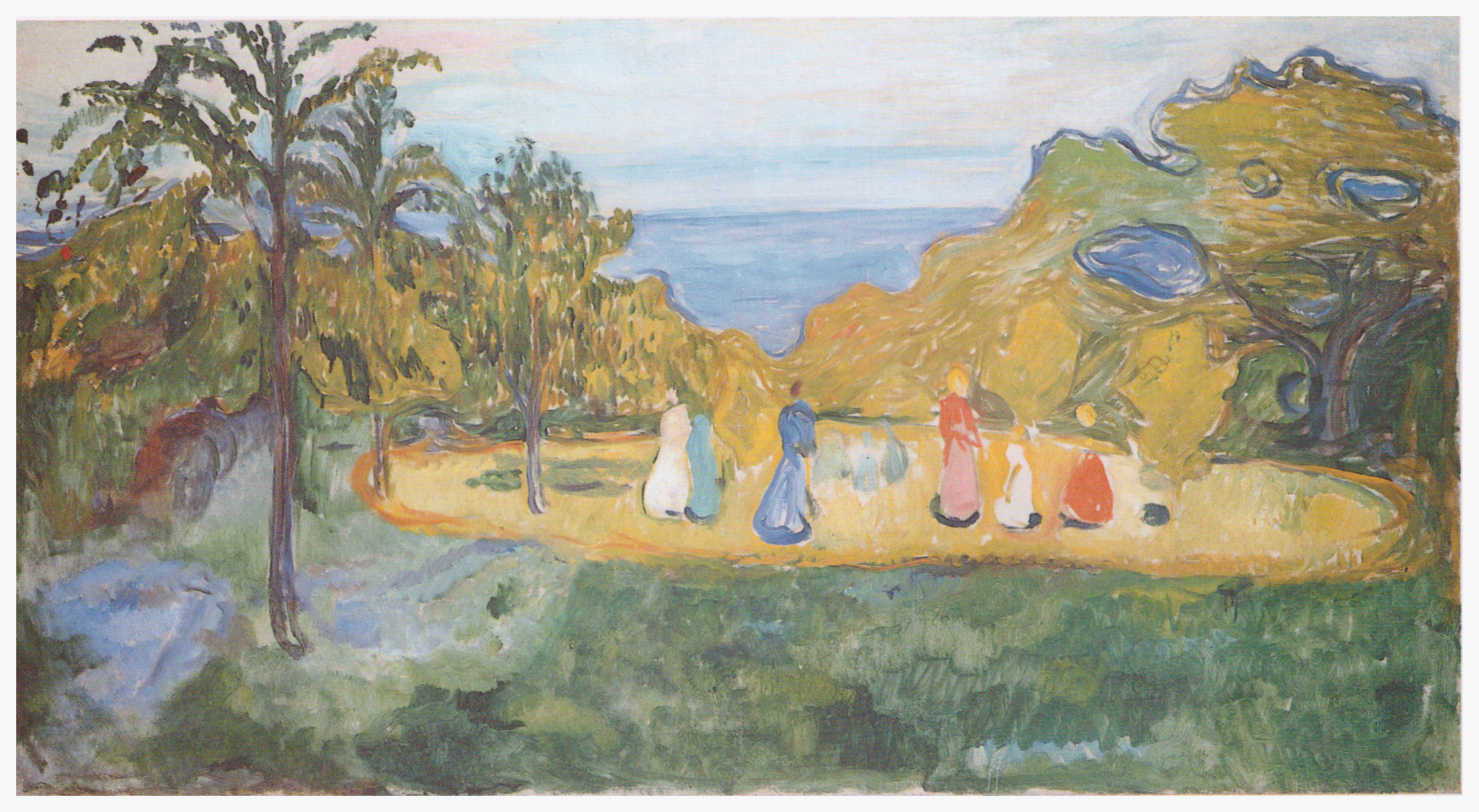
Sol (1904), Museo Munch de Oslo
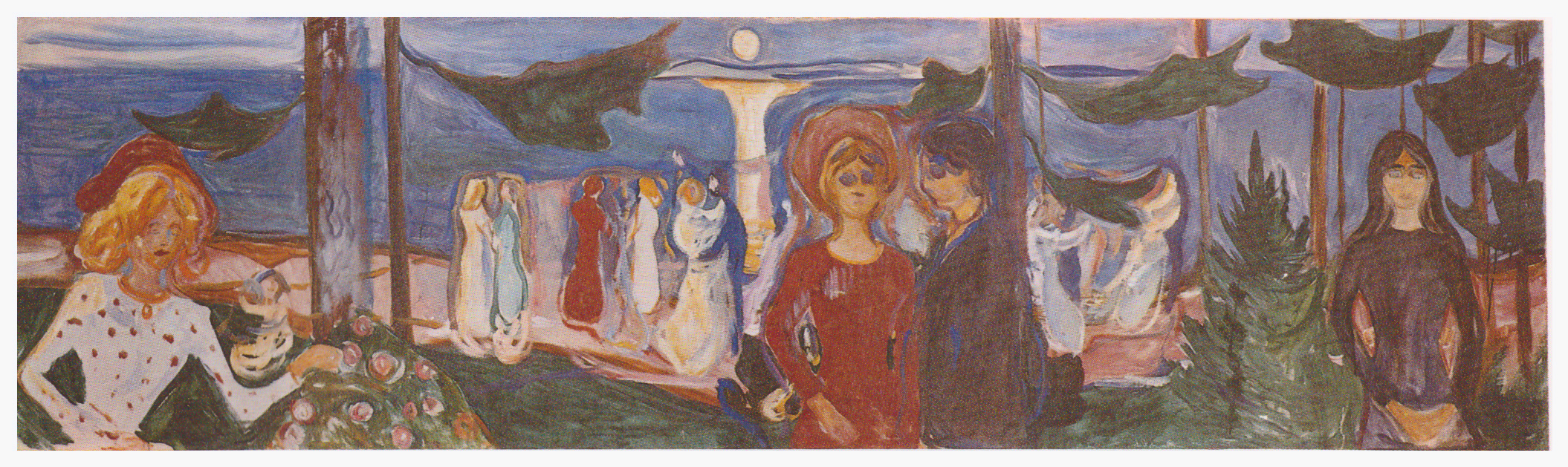
Danza junto al mar (1904), Museo Munch, Oslo
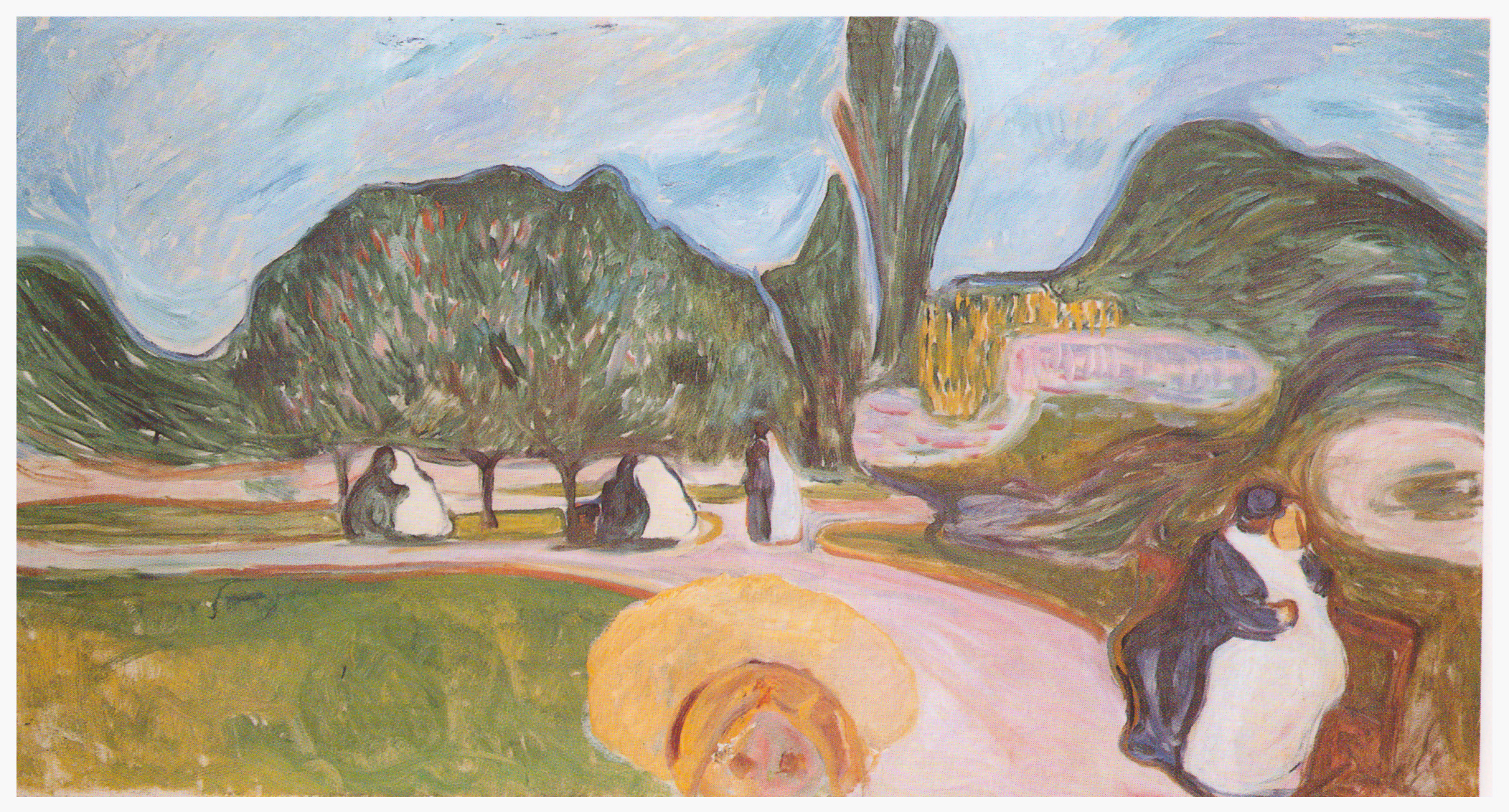
Amantes en el parque (1904), Museo Munch de Oslo
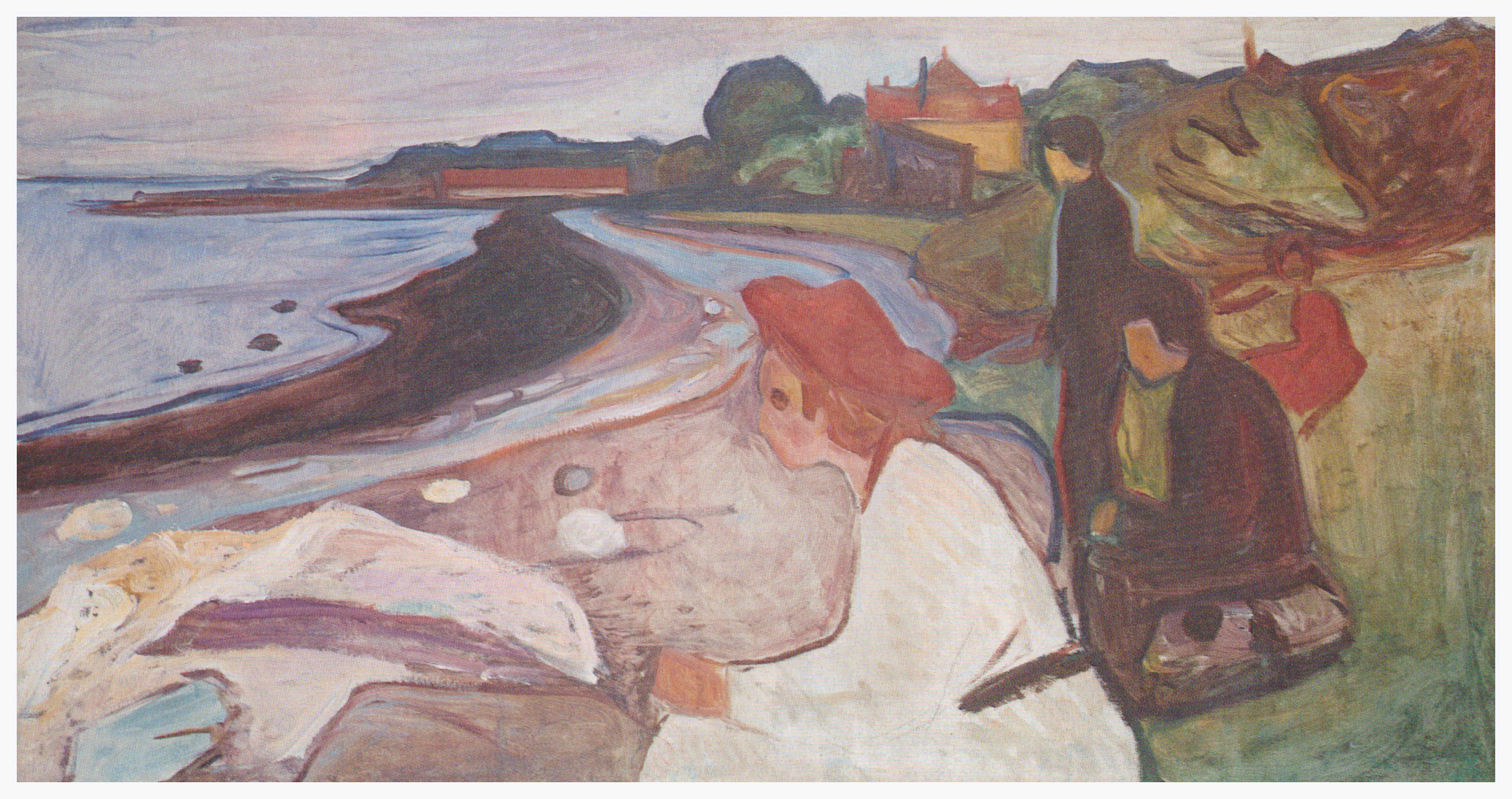
Juventud junto al mar (1904), Museo Munch de Oslo

En 1906, Max Reinhardt, director del Deutsches Theatre de Berlín, encargó a Munch que diseñara un friso para el salón de baile del recién fundado Kammertheater. Crea doce cuadros para el llamado Reinhardt Frieze, que abarcaba las cuatro paredes de la sala por encima del nivel de los ojos. Si bien los motivos están tomados del Friso de la vida, Munch empleó una nueva técnica: témpera sobre lienzo sin imprimar. Sin embargo, la sala solo se mantuvo en la forma diseñada por Munch hasta su renovación en 1912 y rara vez estuvo abierta al público. Después las imágenes se vendieron y solo 50 años después, la Neue Nationalgalerie de Berlín las reunió nuevamente en gran parte.

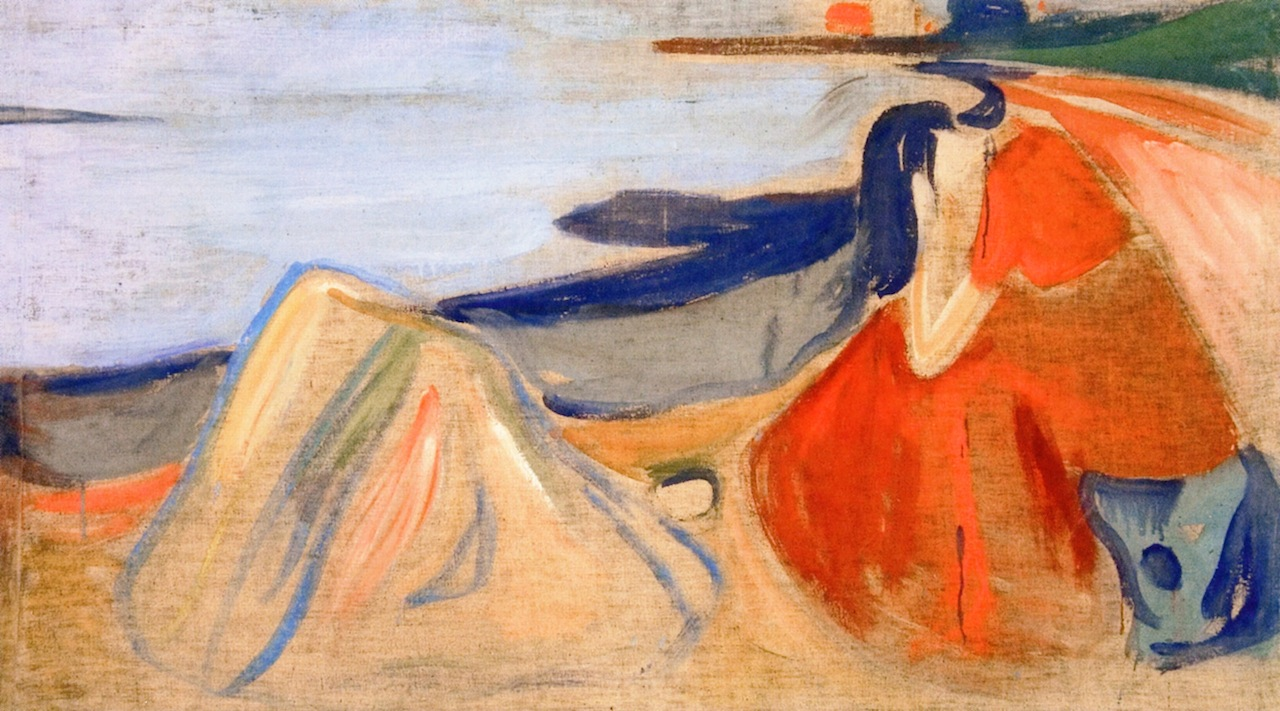
Melancolía (Reinhardt Frieze) (1906–07), Neue Nationalgalerie, Berlín
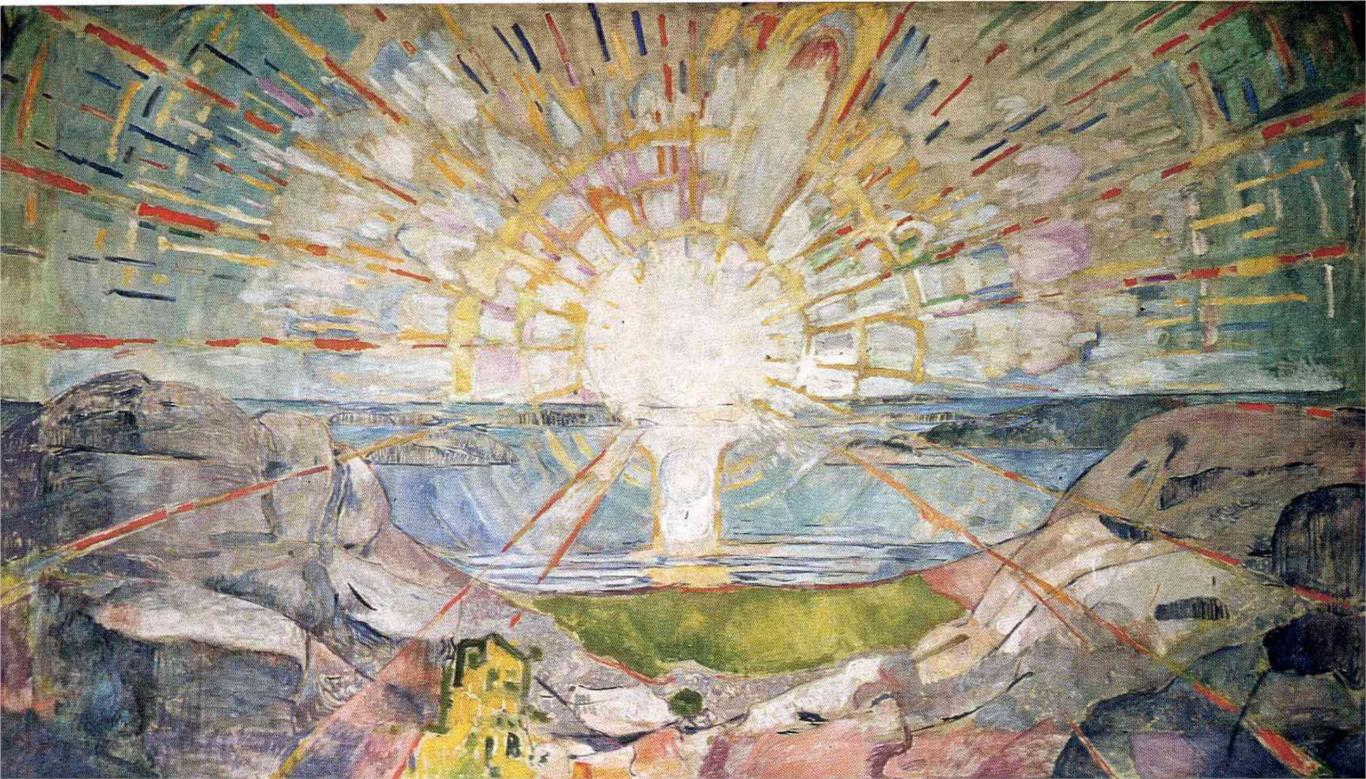
El sol (1911), Universidad de Oslo
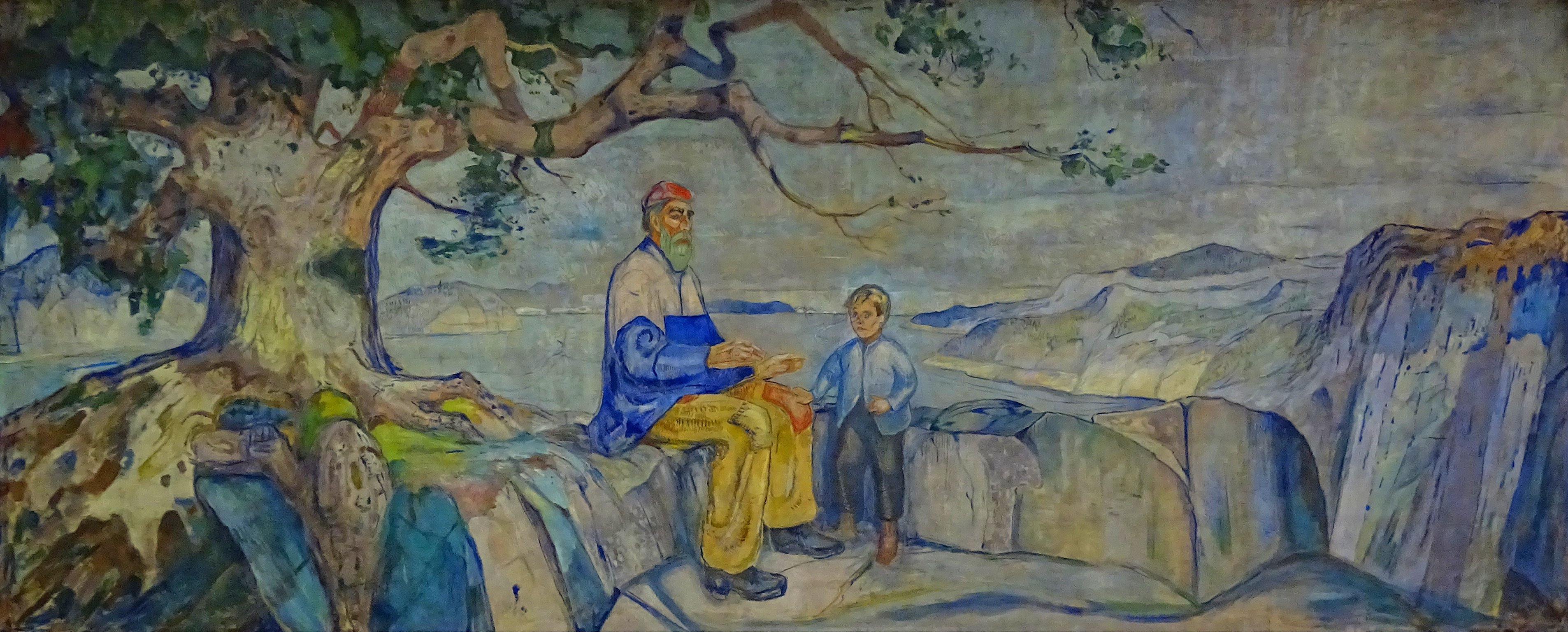
La historia (1911, 1914–16), Universidad de Oslo
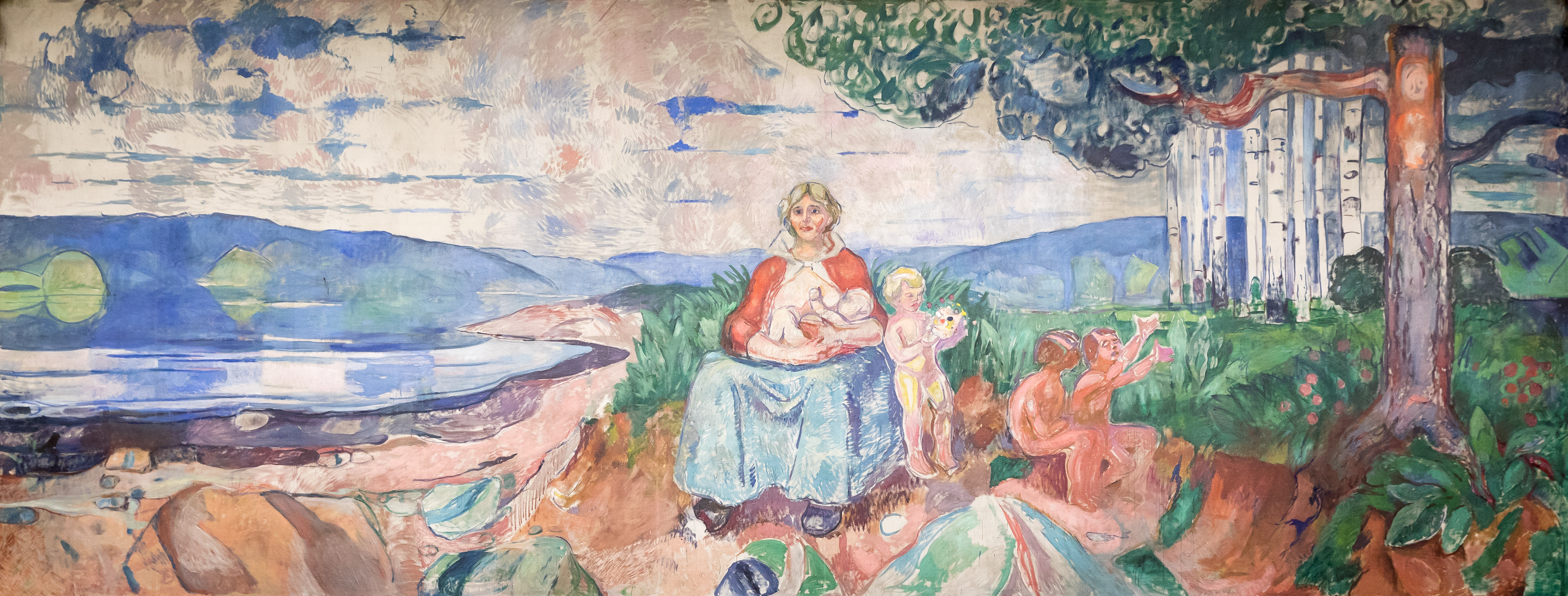
Alma Mater (1916), Universidad de Oslo

Entre 1914 y 1916, Munch decora el auditorio de la Universidad de Kristiania con un total de once lienzos de gran formato. El frente de la sala lo ocupa el cuadro El Sol, mientras que los demás cuadros se relacionan por parejas, como las figuras alegóricas de las obras mayores La Historia, un anciano transmitiendo sus conocimientos a la generación más joven, y Alma Mater, una madre en medio de sus hijos. 
En 1922 creó otro friso compuesto por doce pinturas para el comedor de los trabajadores de la fábrica de chocolate Freia en Kristiania, que se basó en los motivos del friso de Linde. A partir de 1928, Munch trabajó en otra versión del Friso de la vida para el Ayuntamiento de Oslo, que se construyó en la década de 1930, pero nunca pasó de la etapa de borrador.